# Geschichte der Tr’ondek Hwech’in First Nation
Die Geschichte der Tr’ondek Hwech’in First Nation, einer der kanadischen First Nations der Athabasken im Territorium Yukon, reicht ihrer eigenen Anschauung nach mehr als zehn Jahrtausende zurück. Sie betrachten sich seit unvordenklichen Zeiten als Teil des Landes entlang des Yukon (Chu Kon’ Dëk) und Klondike Rivers (Trʼondëk). Da traditionell die Angehörigen dieser indianischen Gruppe im Gebiet rund um Dawson lebten und leben, wurden sie früher auch Dawson Indian Band genannt. Sie sind zumeist Nachfahren der größten Lokalgruppe der südlichsten regionalen Band der Han (Hän Hwëch'in) („Volk, das am Fluss – dem Yukon – lebt“) zur Zeit des Klondike-Goldrausches und wurden daher oftmals auch nach dem einflussreichsten Häuptling Isaac als Chief Isaac People, Isaac’s Band bezeichnet. Zusammen mit einer allerdings kleinen Gruppe in einem Dorf der Alaska Natives namens Native Eagle Village nahe der Stadt Eagle (Tthee T’äwdlenn) im Osten Alaskas sprechen sie gemeinsam die Sprache Häɬ goɬan bzw. Han.

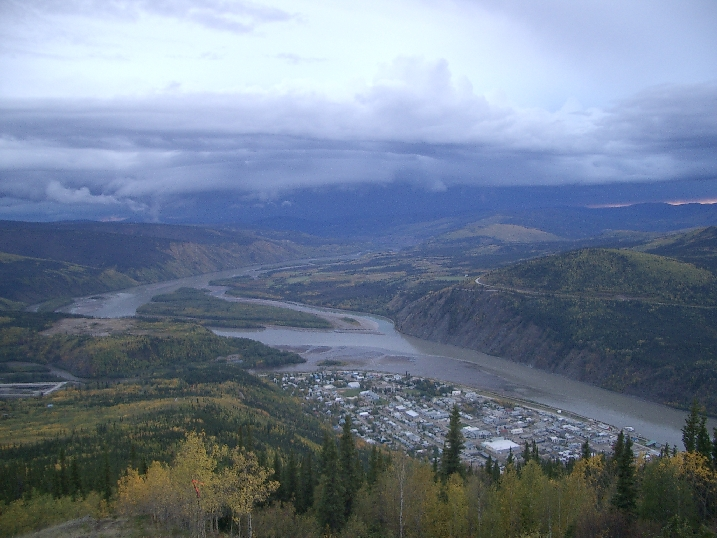
Blick auf den Yukon und Dawson, links Tr'ochëk

1995 wählte die First Nation den heutigen Namen als Bezeichnung. Sie leitet sich vom Autonym Tr’ondek Hwech’in bzw. Tr’ondëk Hwëch’in („Volk entlang des Klondike“) her, das sich von der Bezeichnung für den Klondike als Trʼondëk (abgl. von Tro – „Schlagsteine, zur Befestigung der Stecken der Lachswehre“ und Ndëk – „Fluss“) sowie von Hwech’in / Hwëch’in („Volk“; wörtlich: „Bewohner einer Gegend“) ableiten lässt. Heute identifizieren sie sich jedoch nach ihrem einst bedeutenden Hauptort Tr’ochëk („Mündung des Klondike“, an der gegenüberliegenden nördlichen Flussseite befindet sich Dawson) als „Volk an der Mündung des Klondike River“.
Dem rauen Klima des kanadischen Nordwestens passten sich die Indianer im Rahmen einer halb-nomadischen Lebensweise an, die auf festen Winterdörfern mit Vorratswirtschaft und Wanderzyklen entsprechend den Jagd- und Sammelressourcen basierte. Der Fischfang, vor allem auf Lachse, und die Jagd auf Karibus lieferten den überwiegenden Teil der Lebensmittel, aber auch der Kleidung und einiger Werkzeuge. Teile dieser Werkzeuge, wie Obsidian, aber auch des Schmucks, wie bestimmte Muschelarten, wurden schon früh über ein Netz von weitläufigen Tausch-, Geschenk- und Handelskontakten aus Alaska, dem Norden British Columbias, von Vancouver Island und aus den Nordwest-Territorien beschafft, ebenso wie Kupfer. Pfeil und Bogen lösten den Atlatl wohl erst ab etwa 600 ab.
Europäische Händler, die nach 1800 mit dem ausgedehnten Netz von Pfaden, Kontakten und Gütern in Berührung kamen, wurden mehrere Jahrzehnte lang in dieses Netz integriert, wenn auch zunehmend der über die Weltmächte, allen voran Russland und Großbritannien, später die USA, vermittelte Welthandel mit seinen weiträumigen Interessen dominierte. Spätestens 1847 traten die Han erstmals in direkten Kontakt mit Briten. 1874 forderten sie eine amerikanische Handelsgesellschaft auf, einen Posten in ihrer Nähe zu errichten. Dabei konkurrierte die britische Hudson’s Bay Company zunächst mit russischen Pelzhändlern und ab 1867, nachdem die USA Alaska erworben hatten, mit amerikanischen Gesellschaften, vor allem der Alaska Commercial Company.
Als besonders folgenreich erwies sich jedoch weniger der Handel als die mangelnde Abwehrkraft der Han gegen die von Europäern eingeschleppten Krankheiten, wie Pocken, Masern und Tuberkulose – ein Phänomen, das die meisten Indianer betraf. Neben Pelzhändlern sickerten zunehmend Goldsucher in die Region ein, was die Lebensbedingungen in dem abgelegenen Gebiet weiter veränderte.

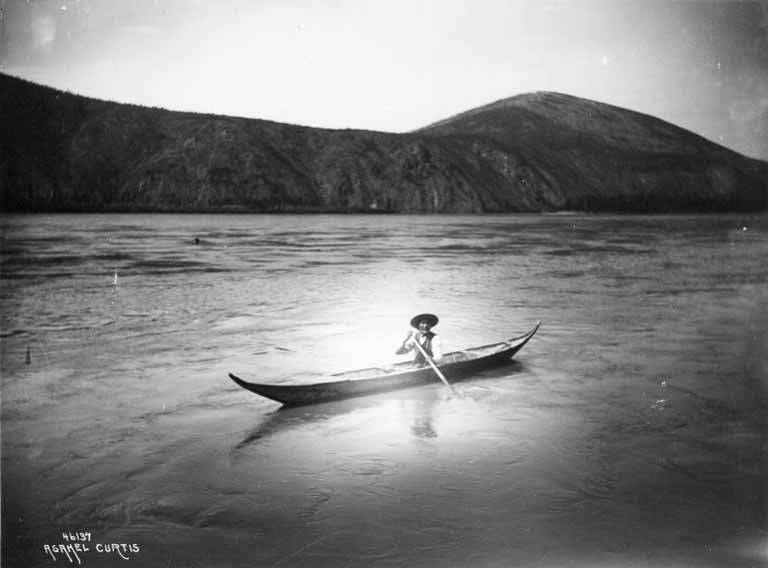
Häuptling Isaac in seinem Kanu auf dem Yukon, fotografiert im Jahr 1898

Der Klondike-Goldrausch brachte ab 1896 eine so massive Zuwanderung, dass die Han zur kleinen Minderheit von wenigen hundert Menschen wurden, denen bis zu 100.000 Zuwanderer gegenüberstanden. Dazu kam die Entwicklung einer städtischen Gesellschaft und die Umsiedlung nach Moosehide, einige Kilometer von Dawson entfernt, wo der Stamm zwischen 1897 und etwa 1960 lebte. Herausragender Führer in dieser Phase war Chief Isaac, der 1932 starb. Er wehrte sich gegen die Zerstörung der für die traditionelle Lebensweise unverzichtbaren natürlichen Ressourcen, vor allem gegen das Abschlachten der Karibuherden und die Abholzung der Wälder.
In Moosehide entstand ein Stammesrat und das traditionelle Häuptlingstum wurde durch gewählte Häuptlinge abgelöst. Die Rohstoff-Ökonomie des Yukon bot den Han nur wenige Beschäftigungsmöglichkeiten, zumal diese mit der Weltwirtschaftskrise einbrach. So herrschte lange der traditionelle Lebensstil vor, der erst mit dem starken Rückgang des Pelzmarkts um 1950 zunehmend aufgegeben werden musste. Zudem war der Anteil der nichtindianischen Bevölkerung nach dem Goldrausch stark rückläufig. Verstärkt wurde die Isolierung der indianischen Gruppen im Territorium durch eine ausgeprägte Politik der Segregation, aber auch durch Vernachlässigung bis weit in die 1960er Jahre.
Seitdem gelang es den First Nations nicht nur, politische Rechte, wie das Wahlrecht auf Bundesebene (1960) zu erhalten, sondern im Yukon gelang es den Tr’ondek Hwech’in wie anderen Stämmen auch, die Rückgabe ihrer traditionellen Gebiete, mit stark abgestuften Rechten, durchzusetzen (1998). Zudem hat sich die First Nation 1998 eine Verfassung gegeben und tritt seither nach innen mit gesetzgeberischen Rechten auf. Sprache und Kultur werden extensiv gepflegt und der externen Öffentlichkeit bekannt gemacht, nachdem die kanadische Regierung mehrere Jahrzehnte lang versucht hatte, sie auszulöschen. Sie sind inzwischen bedeutende Elemente des regionalen Tourismus geworden.

## Frühgeschichte

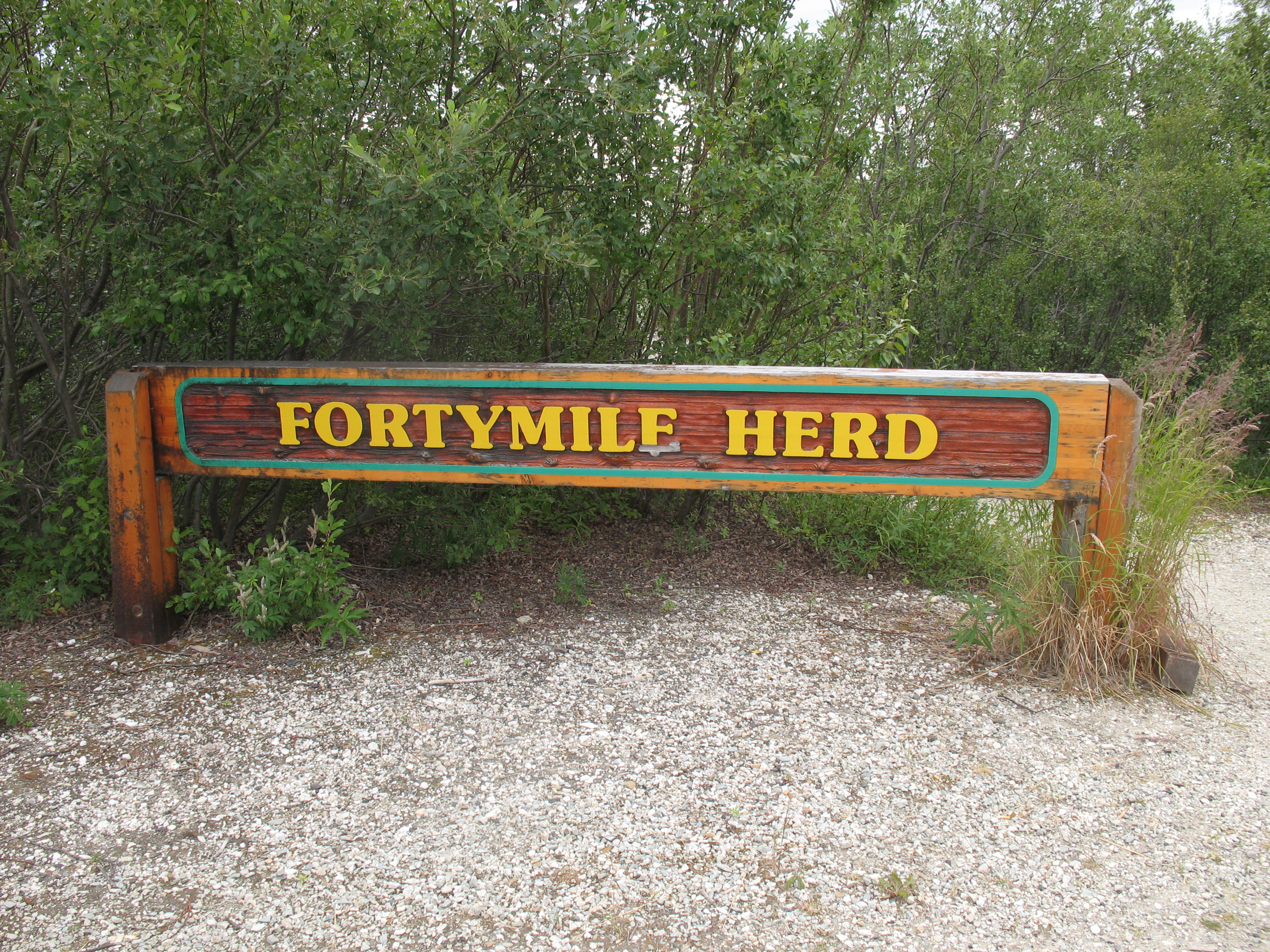
Erinnerung an die Forty Mile Herd, eine riesige Karibuherde von über einer halben Million Tieren. Noch 1927 brauchte sie zehn Tage, um den Yukon an der Mündung des Selwyn River zu überqueren.

Wichtigster archäologischer Fundplatz ist Tr’ochëk, eine Insel, die heute zu den nationalen historischen Stätten Kanadas gehört, und die direkt gegenüber von Dawson liegt. Früheste Lebensgrundlage waren die Karibuherden, vor allem die Porcupine- und die Forty-Mile-Herde, die zweimal pro Jahr durch das Gebiet um Dawson zogen. Erstere umfasst heute über 100.000 Tiere, letztere wird für die Zeit um 1900 auf 600.000 Tiere geschätzt. 2007 wurde die Herde auf 110.000 bis 112.000 Tiere geschätzt, bis 2010 stieg ihre Zahl auf 169.000. Dazu kamen Elche, Schafe, Murmeltiere und Alaska-Pfeifhasen sowie Vögel und Fische, vor allem Lachse aus den großen Flüssen des Gebiets, dem Yukon und dem Klondike – letzterer Name leitet sich vom Han-Wort für Schlagstein, im Englischen Hammerstone ab. Die Lachse, vor allem Chinook (Königslachs) und später im Jahr Chum (Ketalachs), zogen zum Laichen den Yukon und seine Nebenflüsse aufwärts und boten ab Ende Juni Gelegenheit zum gemeinschaftlichen Fang. Schon früh wurden die Fische auf Holzgestellen getrocknet und so für den überaus kalten Winter konserviert.
Die frühesten gesicherten Funde im Bereich des Yukon stellen die drei Bluefish-Höhlen dar, deren Fundbestand mindestens 12.000 Jahre zurückreicht. In Moosehide und im Bereich des späteren Dawson lassen sich rund 8.000 Jahre alte menschliche Spuren nachweisen. Dabei handelt es sich um Steinabschläge, die sich in rund 50 cm Tiefe fanden. Die älteste Spur ist jedoch ein Stück eines Karibugeweihs, das etwa 11.000 Jahre alt ist, und das an einem Nebenfluss des Klondike gefunden wurde, dem Hunker Creek. In dieser frühen Phase war die Region noch weitgehend unbewaldet.
Um 5000 v. Chr. wurden die bis dahin verbreiteten massiven Werkzeuge durch Kompositwerkzeuge ersetzt, bei denen Knochen, Geweih und sehr kleine Klingen, sogenannte Microblades, zu Werkzeugen verbunden wurden. Die ältesten Spuren in Moosehide konnten auf 3600 v. Chr. datiert werden, möglicherweise auch auf 4500 v. Chr. Zudem wurde dort Obsidian gefunden, eine Art vulkanischen Glases, das bereits auf einen weiträumigen Handel hindeutet, denn es kommt in der Region nicht vor, sondern nur im Südwesten des Yukon und im Norden British Columbias, am Mount Edziza. Darüber hinaus wurden lanzettartige Speerspitzen gefunden, Bruchstücke von Säugetierknochen, dazu ein Stein, der wahrscheinlich als Netzsenker beim Fischfang diente.
Um 3000 bis 2500 v. Chr. wurden die Microblades von seitwärts eingekerbten Speerspitzen, sowie einer breiten Palette von Kratzern ersetzt. Als Jagdwaffe wurde der Atlatl von Eskimos übernommen. Die jährlichen Laichzüge der Lachse förderten saisonale Wanderungen zwischen den entsprechenden Fangplätzen. Diese Phase wird als Northern Archaic tradition bezeichnet.
Funde aus der Zeit um 600 n. Chr. weisen erstmals auf den Gebrauch von Pfeil und Bogen hin. Die partiell steinernen Waffen und Werkzeuge waren nicht die einzige erkennbare technologische Neuerung, sondern es kamen metallurgische Techniken hinzu. Diese basierten auf dem einsetzenden Handel mit Kupfer, einem Metall, das aus dem Südwesten, genauer vom Copper und vom White River kam.
Im Gebiet des White River nahe der Grenze zwischen Alaska und Yukon ereigneten sich um 100 und erneut um 800 n. Chr. zwei der größten Vulkaneruptionen Nordamerikas. Sie löschten wohl das Leben auf einer Fläche von rund 340.000 km² im Südosten Alaskas und im südlichen Yukon weitgehend aus. Das unbewohnbare Gebiet dürfte den äußersten Norden, und damit auch die Vorfahren der Han, von Kontakten nach Süden abgeschnitten haben. Diesen Katastrophen folgte die als Late Prehistoric (späte Vorgeschichte) bezeichnete Phase, in der eine langsame Neubesiedlung zu verzeichnen ist.
Kupfer wurde zu verschiedenen Werkzeugen, wie Ahlen und Projektilspitzen verarbeitet, aber auch zu Schmuck. Dentalia-Muscheln (Gehäuse von Kahnfüßern) und Obsidian, aus dem Werkzeuge und Projektilspitzen gefertigt wurden, kamen zu den Tr’ondek Hwech’in. Sie boten dafür Birkenrinde, aus der Körbe und wasserdichte Gefäße hergestellt wurden, roten Ocker zum Färben und getrockneten Lachs. Dieser Handel dürfte jedoch nur partiell auf Tauschhandel basiert haben, sondern vielfach auf Gabentausch, der der Respektsbezeugung und der Sicherung des Status diente. Dazu boten Zusammenkünfte und Feierlichkeiten, wie der Potlatch, Gelegenheit. Dem Austausch diente ein ausgedehntes Netz von Pfaden und Flussstrecken. Obwohl zahlreiche Fundstellen in den Bächen bekannt waren, war Gold ohne Bedeutung.

### Vor den ersten Europäern
Um 1800 lebten sechs Sprachgruppen im Yukon, von denen fünf zu den Athabasken zählten, eine zu den Tlingit. Kulturell nahestehende Gruppen trafen einander regelmäßig, vor allem beim Fischfang im Frühjahr und im Sommer. Diese größeren Gruppen zerfielen in Familiengruppen, sobald das Nahrungsangebot sich zum Herbst hin verringerte. Die kalte Jahreszeit verbrachte man in eigenen Winterdörfern. Die meisten Indianer lebten in Flusstälern oder an Seen, nur zur Jagd ging man in die höher gelegenen Gebiete. Dabei beherrschten nicht alle jede Jagdtechnik. Die Han nutzten etwa ausgesprochen aufwändige Fischnetze und -fallen. Die langsame Regenerationsfähigkeit der Natur und die Verstreutheit der Lebensgrundlagen in einem riesigen Gebiet, erzwangen einen sorgsamen Umgang mit Ressourcen sowie weiträumige Wanderbewegungen. Dennoch brachte jahrtausendelange Erfahrung ein relativ gesichertes Leben hervor, das in scharfem Kontrast zu der großen Unsicherheit der Europäer, deren hohen Verlusten und ihrer Abneigung gegen ein Leben im Norden stand, eine Haltung, die für die Tr’ondek Hwech’in schwer nachvollziehbar war.
Eine Art von Führungsgruppe entstand unter diesen Bedingungen nur schwer, und ihr Fortbestand hing von Erfolg und Geschicklichkeit Einzelner ab. Formal standen Frauen außerhalb der Rangordnung, doch waren sie als Lehrerinnen, Geschichtenerzählerinnen und Sammlerinnen von großem Einfluss.
Daneben hatten Schamanen, die die Europäer oft als „Medizinmänner“ oder „Zauberer“ bezeichneten, die sich durch vertiefte Kenntnis der Natur und ihrer Kräfte und Geister hervortaten, erheblichen Einfluss, und sie betätigten sich als Heiler. Auch waren sie für die Kontaktaufnahme mit spirituellen Mächten zuständig. Sie halfen darüber hinaus beim Auffinden von Jagdbeute oder versuchten das Wetter zu beeinflussen.

#### Regionale und lokale Gruppen
Innerhalb der Großgruppen unterscheidet man regional bands, wie die Han, local bands und task groups, Gruppen also, die sich zu einem temporären Zweck zusammenfanden. Die regionale Gruppe kam nur zu großen Versammlungen wie einem Potlatch zusammen, oder an Orte, die über ausreichend Ressourcen verfügten, um eine größere Gruppe zu ernähren. Darüber hinaus war die regionale Gruppe durch Verwandtschaft und gemeinsame Sprache sowie ein traditionelles Territorium verbunden. Die regionale Gruppe der Tr’ondek waren die Han. Die local band, wie hier die Tr’ondek Hwech’in, hatte innerhalb des Großgebiets ein traditionelles Gebiet mit bestimmten Nutzungsrechten. Jede dieser Gruppen hatte ein Winterlager, hinzu kam ein traditioneller Wanderzyklus, der sie an die wichtigsten Jagd- und Sammelplätze führte. Dabei überschnitten sich die traditionellen Territorien in Abhängigkeit von der Jahreszeit, den Nutzungsrechten und sogar den einzelnen Nutzungsberechtigten. Dabei kam es auch zu Spaltungen der eng verwandten Familienstrukturen. Gelegentlich fanden sich mehrere lokale Gruppen oder einfach durch Freundschaft verbundene Männer zur Jagd oder zum Fischfang zusammen.
Die regionale Gruppe der Han setzte sich aus lokalen Gruppen zusammen, die um 1900 als David’s und Charley’s band im heutigen Alaska bekannt waren, sowie der Gruppe am Klondike. Nur letztere ist als Tr’ondek Hwech’in anzusprechen. Unklar ist, ob eine vierte Band bestand, die um Nuklako (Jutl’à’ K’ät), dort, wo heute Dawson steht, ihren Kern hatte, oder ob es sich um einen Platz der Klondike-Gruppe handelte.
Charley’s band lebte am weitesten im Norden, an der Mündung des Kandik River in den Yukon; dieser ist als Charley Creek bekannt, nicht zu verwechseln mit dem nahe gelegenen Charley River. Auf der gegenüber liegenden Seite, beim Biederman Camp, befand sich ein zweites Dorf, möglicherweise ein drittes zehn Meilen Yukon-abwärts am Charley River. Dort entstand Independence, ein kurzlebiger Goldrausch-Ort. Die Leute vom Charley River zogen möglicherweise zwischen 1900 und 1910 nach Fort Yukon. Charley Village wurde 1914 durch eine Überschwemmung zerstört. Der Häuptling brachte viele der Bewohner nach Eagle Village. Unklar ist, ob es möglicherweise zwei Chiefs gleichen Namens gab. Einer von ihnen wurde jedenfalls 1871 vom anglikanischen Missionar Robert McDonald erwähnt, den der Häuptling freundlich empfing. 1910 lebten im Charley Creek Indian Village 25 Menschen, davon 17 Han, die anderen gehörten zu drei benachbarten Gwich'in-Stämmen. 1911 waren es nur noch 10 bis 12, 1912 waren es sogar nur noch 7. Die meisten waren wahrscheinlich einer Grippeepidemie zum Opfer gefallen. Eine Überschwemmung zerstörte 1914 das Dorf, die wenigen Bewohner zogen nach Circle City.
David’s band, die um 1890 rund 65 bis 70 Menschen umfasste, überwinterte regelmäßig am Mission Creek und am Seventymile River. Ihr Jagdgebiet reichte mindestens bis zum Comet Creek und zum Eureka Creek sowie zum American Creek. In den 1880er Jahren starben die meisten von ihnen an Pocken, die Überlebenden zogen nach Fortymile. Zu einem ihrer Lager gehörte Eagle, wo sich sechs Häuser befanden. Der unterhalb des Dorfes befindliche Handelsplatz Belle Isle war zu dieser Zeit bereits aufgegeben. Zweieinhalb Meilen unterhalb von Eagle befand sich ein weiteres Dorf mit acht Häusern, das ebenfalls aufgegeben wurde. Chief David starb spätestens 1903, als ihm zum Gedenken ein Potlatch gegeben wurde. Als Häuptling folgte sein Sohn Peter.
Die größte local band war die am Klondike, doch dehnte sie ihre Jagdzüge nie über den All Gold Creek, einen Nebenfluss des Flat Creek, rund 50 km nördlich von Dawson aus, weil sie die Mahoney fürchtete. Mit ihnen lagen sie seit langem im Krieg. Die Tr’ondek fuhren mit Kanus, bevor der Winter kam, flussabwärts zum Coal Creek oder Tatonduk River, oder aber zum Nation River. Den Winter verbrachten sie in den Ogilvie Mountains. Kurz vor Ende des Winters zogen sie Richtung Klondike, bauten Elchhautboote und fingen an der Flussmündung Lachse.

#### Handel, Tausch, Geschenk
Die Tr’ondek waren Teil eines ausgedehnten Handelsnetzes. Dabei brachten die zu den Tlingit gehörenden Chilkat begehrte Güter von der Küste über zwei schwierig zu überquerende Pässe ins Hinterland. So kamen Robbenfett, das butterartige Öl des Kerzenfischs (Eulachon), Dentalia-Muscheln, Kisten aus dem Holz des Riesenlebensbaums, Heilpflanzen, aber auch europäische Waren wie Messer, Pfannen und Glasperlen, die für den Schmuck der dominierenden Schicht in großem Umfang gebraucht wurden, zu den Tutchone im südlichen Yukon. Diese lieferten dafür Pelze, Karibuleder oder Kupfer, dazu Haare von Schneeziegen, Sehnen und Farben. Die Han, die nördlich von ihnen lebten, tauschten diese Güter wiederum gegen andere Pelze und Roten Ocker ein, einen Farbstoff; hinzu kamen Birkenrinde und Lachs. Die so erworbenen Güter tauschten sie wiederum bei den im Norden lebenden Gwich'in ein, die ihrerseits wieder mit den Eskimos in Kontakt standen. Den Handelsbeziehungen kamen eheliche Bindungen zustatten, die den kulturellen und sprachlichen Einfluss der Tlingit weit in den Yukon ausdehnten.

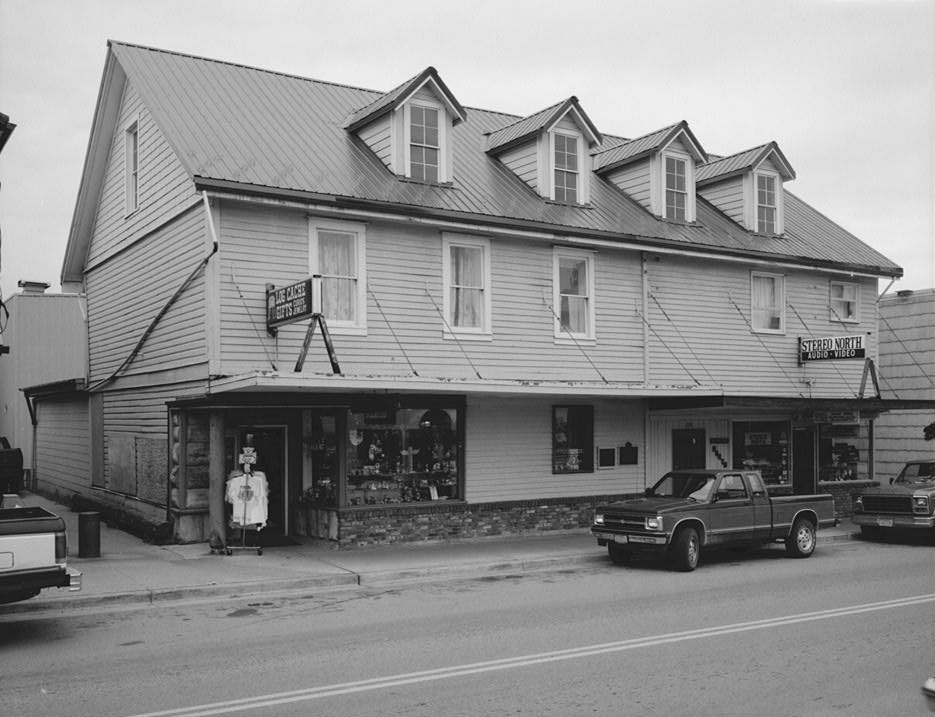
Handelshaus der Russisch-Amerikanischen Handelskompanie in Sitka, erbaut 1852

### Handel mit Europäern, Epidemien (ab 1789)
Sowohl die nördlichen, als auch die südlichen Gruppen traten schon Ende des 18. Jahrhunderts in Kontakt mit Europäern. Alexander Mackenzie war 1789 mit den Gwich'in in Kontakt getreten, 1806 entstand dort Fort Good Hope. Glasperlen setzten sich in der Region als Tauschgut und als Wertmaßstab schnell durch. Die Gwich'in setzten gegen den Widerstand von Eskimos, die das Fort mit 500 Mann angriffen, ein Handelsmonopol durch, das zwischen etwa 1826 und 1850 bestand.
Im Westen war die Situation von stärkerer Konkurrenz geprägt, und die Ureinwohner leisteten stärkeren Widerstand. In Alaska erschienen erstmals 1741 Russen, 1763 töteten Unangan rund 200 Bewohner von Unalaska, Umnak und Unimak Island, woraufhin russische Rachezüge ihrerseits 200 Menschenleben forderten; weitere Kämpfe folgten. 1784 kam es zu schweren Gefechten auf Kodiak zwischen Russen und Tlingit, 1804 zur Schlacht von Sitka; die Tlingit verließen die Insel bis 1819. Trotz militärischer Überlegenheit konnten die Russen ihr Pelzhandelsmonopol nur teilweise durchsetzen, die Tlingit setzten sich vielfach erfolgreich zur Wehr. Die Briten versuchten ihrerseits den Russen in Wrangell Konkurrenz zu machen, und sie pachteten 1838 das südöstliche Festland von den Russen. Die Spanier, die gleichfalls versuchten, in der Region Ansprüche durchzusetzen, zogen sich 1819 mit dem Adams-Onís-Vertrag zurück. 1839 entstand am unteren Yukon ein erster russischer Handelsposten namens Nulato, 1842 führte die Expedition von Lawrenti Sagoskin den Yukon aufwärts.
Für die Stämme außerhalb des unmittelbaren Machtbereichs der russischen und der britischen Handelsgesellschaften war die Ankunft der europäischen Händler aus Russland und Großbritannien kein umwälzendes Ereignis. Sie gelangten erst 1846 und 1847 mit der Gründung zweier Handelsposten in ihre unmittelbare Nähe und fügten sich lange in das weit entwickelte Handelssystem ein. Zudem brachten sie nur wenige neue Waren in die Region.
Der erste umwälzende Faktor waren demnach eher Krankheiten, gegen die eine nur geringe oder gar keine Immunität bestand. Dabei ist die Höhe der Bevölkerungsverluste kaum zu ermessen. In seiner Publikation zur Bevölkerung der Ureinwohner nahm James Mooney 1928 an, dass im Yukon-Tal rund 4.000 Indianer gelebt haben, nach Alfred Kroeber könnten es rund 4.700 gewesen sein. Diese Schätzungen sind jedoch äußerst unsicher. So hat man seit den 1960er Jahren 7.000 bis 9.000 angenommen. 1895 gab es hingegen höchstens noch 2.600, wenn diese Zahl vielleicht auch nur gut geraten war.
Besonders schwierig bleibt also die Frage, ob die Bevölkerung ähnlich stark durch Epidemien eingebrochen ist, wie weiter im Süden und an der Küste ab 1775 oder (vor) 1787 in Sitka. Bekannt ist, dass 1835 bis 1839 eine Pockenepidemie in Alaska und am Lynn Canal wütete. 1847 berichtet der Missionar Alexander H. Murray von hohen Sterblichkeitsraten, insbesondere unter den Frauen; ähnlich Robert Campbell 1851. Murray schätzte, dass 230 Han-Männer um Fort Youcon handelten, womit sie die größte Gruppe waren. Falls diese recht hohe Zahl stimmt, muss mit einer Gesamtgröße von über 800 Angehörigen allein dieser Gruppe gerechnet werden. 1865 brachten Bootsmannschaften der Hudson’s Bay Company eine schwere Scharlach-Epidemie an den Yukon. James McDougall schätzte, dass die Hälfte der Indianer um Fort Youcon starb.
Dabei förderten zwei Dinge die Ausbreitung: Die Infizierten hatten, bei einer Inkubationszeit von einer bis zweieinhalb Wochen im Fall der Pocken, genügend Zeit in den Schutz ihrer Verwandten zu fliehen, oder sie vermuteten Zauber durch einen anderen Stamm, und begannen dementsprechend Rachezüge. Beides führte zu zahlreichen Neuinfektionen, gegen die die Schamanen kein Mittel hatten. 1865 klagte die Hudson’s Bay Company (HBC) erneut, die Frauen seien besonders betroffen, und einige der besten und für das Fort wichtigsten Proviantjäger seien verstorben. Zahlreiche andere Orte, an denen sich derart unbekannte Epidemien ausbreiteten, zeigen, dass Bevölkerungseinbrüche um zwei Drittel nichts Ungewöhnliches waren. Dazu verhinderte frühzeitiger Tod die Weitergabe kultureller Elemente und Fertigkeiten, brachte die dünne Führungsschicht in Legitimitätsprobleme und gefährdete das Vertrauen in ihre spirituelle Welt. Bei den ersten Begegnungen zwischen Briten und Han war deren Kultur also schon stark verändert, die Bevölkerungszahl in unbekanntem Ausmaß rückläufig.

### Streit um Handelsmonopole: Briten, Russen, Indianer (ab 1806)
Russische Händler kamen spätestens 1839/42 an den unteren Yukon, britische an den Mackenzie schon um 1806. Zwischenhändler brachten schon Jahrzehnte vor Ankunft der ersten Europäer russische und britische Waren in die Region, wobei die Tlingit diesen Handel im Westen dominierten, die Gwich'in im Nordosten. Begehrt waren Gewehre und Glasperlen, die überwiegend gegen Pelze getauscht wurden.
Die HBC sah sich aufgrund fallender Preise für Biberpelze jedoch gezwungen, verstärkt auf seltenere und teurere Pelze zu setzen. Dies veranlasste die Pelzhändler, weiter nordwärts vorzudringen. John Bell eröffnete daher einen Posten am Peel River, das spätere Fort McPherson. Doch hatten die dortigen Gwich'in, die ihre neue Position als Zwischenhändler nutzen wollten, kein Interesse, die Briten weiter westwärts ziehen zu lassen. Sie übertrieben die Transportprobleme und führten sogar einige Händler in die Irre oder ließen sie im Stich. Bell engagierte daher 1845 indianische Pfadfinder von außerhalb, die erfolgreicher waren. Den Gwich'in gelang es nicht, den Verlust ihrer vorteilhaften Position auf Dauer zu verhindern, wenn sie die HBC auch mehr als fünf Jahre aufhalten konnten. 1846 entstand der kleine Handelsposten Lapierre’s House am Westhang der Richardson Mountains, 1847 entstand Fort Youcon rund 5 km oberhalb der Mündung des Porcupine in den Yukon. Nun profitierten die dortigen Indianer vom Pelzhandel und arbeiteten gegen Provision und europäische Waren, sowie das daraus resultierende Ansehen.

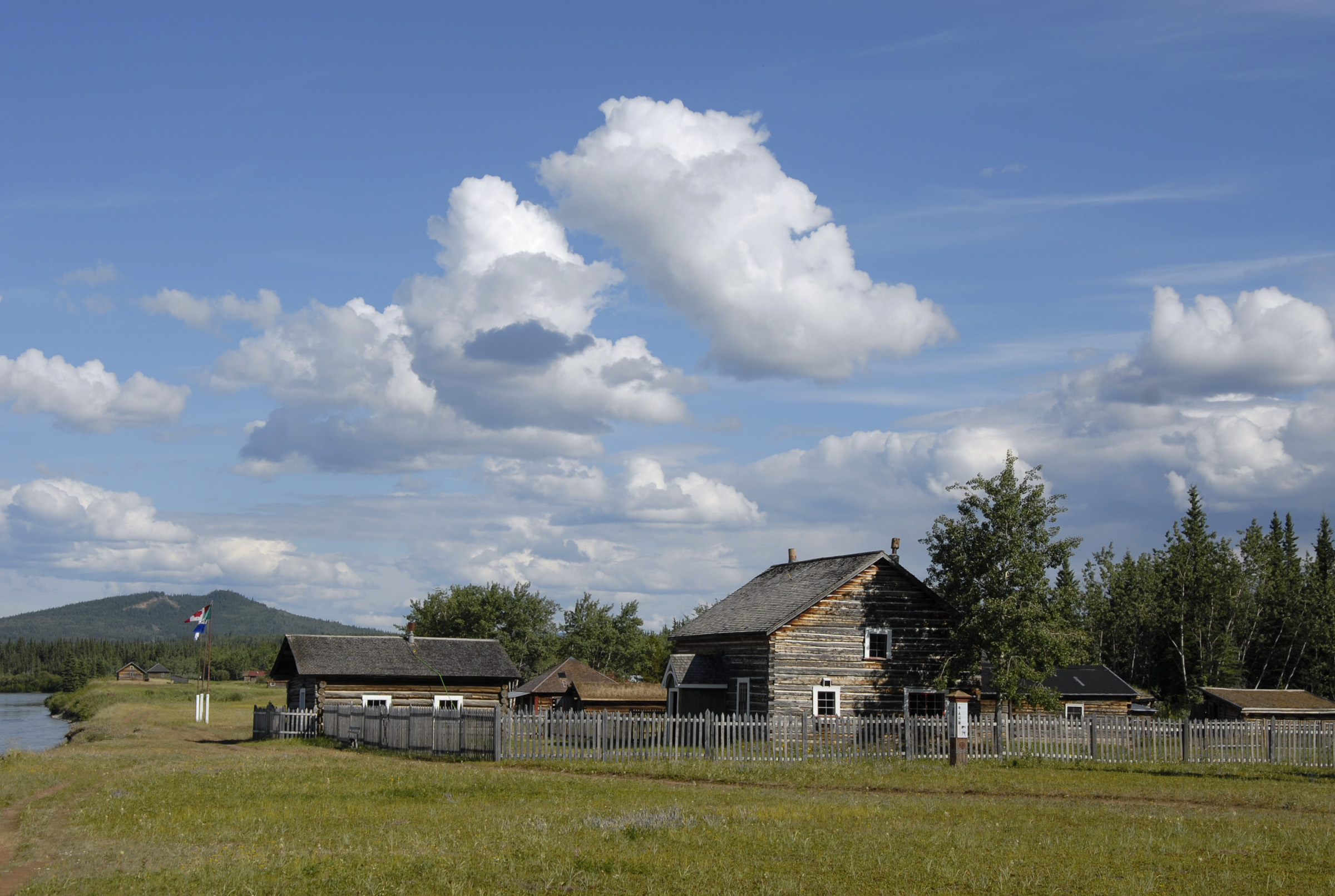
Fort Selkirk, Handelsposten der Hudson’s Bay Company, Rekonstruktion

Parallel dazu setzte die HBC von Süden an, indem Robert Campbell 1838/40 Handelsposten am Dease und am Frances Lake sowie am oberen Pelly River errichtete. Je mehr er sich jedoch dem Yukon näherte, desto deutlicher stieß er auf das hoch entwickelte Handelssystem der Chilkat-Tlingit, so dass seine Verbindungsleute 1843, angeblich aus Angst vor „Wilden“, zurückkehrten. Angehörige der Southern Tutchone hatten die Briten verschreckt, als sie ihnen von angeblichen Kannibalen berichtet hatten. Dennoch eröffnete Campbell 1848 einen Posten am Zusammenfluss von Pelly und Yukon. 1849 stoppten jedoch dreißig Tlingit seine Händler. Unter diesen Umständen gelang es ihm während seiner fünf Jahre im 1848 gegründeten Fort Selkirk nicht, Gewinne zu machen, nahm jedoch Kontakt mit den Han auf, durch deren Gebiet er bis nach Fort Youcon den Strom abwärtsfuhr. Am 19. August 1852 plünderten und zerstörten die Chilkat jedoch den Posten auf einer Insel im Pelly River. Campbell hatte schon früh erkannt, dass Kenntnis von Terrain, Gebräuchen und Sprachen den Chilkat entscheidende Vorteile gaben. Hinzu kam, dass die HBC auf den Liard River angewiesen war, der schwer zu befahren war, und zudem die Preisstrukturen seitens der HBC-Zentrale vorgegeben wurden. Diese hingen wiederum vom Mackenzie-Gebiet im Osten ab, während die Chilkat den Preisen des Pazifikraums folgten. Im Yukon stießen also zwei Handelskreise aufeinander, deren westlicher auf den Pazifik und damit auf China ausgerichtet war, während der östliche viel stärker von den Märkten in Europa abhing. Die HBC musste den südlichen Yukon zugunsten von Fort Youcon im heutigen Alaska aufgeben.
Hinzu kam eine weitere Fehleinschätzung. Die HBC glaubte, den Handelskontakt mit führenden Männern, so genannten trading chiefs (Handelshäuptlingen), aufnehmen zu müssen. Dabei schätzten die Briten aber die andersartigen inneren Strukturen falsch ein. Die Indianer wählten zwar einen trading chief, doch sie waren nicht dauerhaft an seine Weisungen gebunden, und sie brachten ihre Pelze je nach Angebot an günstigere Orte. Zudem verlangte die HBC, dass Waren nicht mehr auf Kredit vergeben werden durften, ein weiteres Missverständnis. Die Indianer betrachteten Tauschhandel nicht nur als Warenaustausch, sondern auch als eine Art Geschenkverkehr, bei dem Ansehen und Ehre wichtige Kriterien sind. Dabei wurden die Gaben nicht gleichzeitig, sondern in zeitlichem Abstand ausgetauscht. Die Indianer zogen die Konsequenz und konnten in Fort Youcon durchsetzen, dass weiterhin auf Kredit gehandelt wurde. Dabei spielten sie geschickt die HBC und die Russisch-Amerikanische Kompagnie gegeneinander aus, denn die Briten fürchteten zu Recht eine geplante Expansion der Russen stromaufwärts. Als ein russischer Agent erschien, zog Strachan Jones mehrere hundert Meilen den Yukon abwärts, um die dortigen Indianer zu überreden, in Fort Youcon zu handeln. In den folgenden Jahren sandte die HBC Händler flussabwärts, und die Youcon-Indianer verloren ihr Handelsmonopol. Diese nutzten ihrerseits Interessengegensätze zwischen dem Mackenzie-Distrikt, wo die Briten inzwischen ein unumstrittenes Handelsmonopol genossen, und Fort Youcon, indem sie drohten, diese oder jene Region zu versorgen – ein Vorteil ihrer nomadischen Lebensweise. Auch verbanden sie sich und verweigerten Fleischlieferungen, von denen das Überleben der kleinen Handelsposten abhing, um bessere Konditionen durchzusetzen. Ein Monopol war damit im Yukon nicht durchsetzbar. Als 1867 die Amerikaner Alaska kauften und feststellten, dass Fort Youcon auf ihrem Gebiet lag, musste die HBC 1869 das Fort räumen, und die Handelsnetze veränderten sich drastisch.

### Erste direkte Kontakte zwischen Han und Europäern (ab 1847)
Die ökonomisch vergleichsweise flexiblen Tr’ondek hielten andere Stämme von ihren Handelsorten wie Forty Mile fern, wie etwa die Copper Indians im White-River-Distrikt. Ähnlich agierten die Tlingit, die die Copper Indians von Haines fernhielten. Daher fiel noch den ersten Besuchern der 1873 gegründeten kanadischen Polizeitruppe für den Nordwesten, der North West Mounted Police auf, dass diese Indianer vergleichsweise rückständig wirkten, alte Gewehre besaßen usw. Ähnliches galt bis zum Goldrausch für die Kaska im Südosten und die östlichen Tutchone.
Als erstmals Europäer in das Gebiet der Tr’ondek kamen, war ihr Häuptling Gäh St’ät oder „Rabbit skin hat“ (Kaninchenfellhut), den die Neuankömmlinge „Catsah“ nannten. Die ersten Europäer stellten fest, dass neben traditionellen Handels-, Tausch- und Verschenkgütern wie Birkenrinde, Roter Ocker, Felle oder Lachs, auch schon Tee, Tabak, Glasperlen oder metallene Kessel bekannt waren.
Der erste bekannte Kontakt zwischen Weißen und Han fand am 5. April 1847 statt. Der Händler der HBC Alexander Hunter Murray berichtet über ein Zusammentreffen in LaPierre’s House am oberen Porcupine. Ihr Führer war demnach ein junger Chief, der 20 Marderfelle mitbrachte, die er gegen ein Gewehr eintauschen wollte. Murray nannte sie „Gens de fou“. Sie führten halbgetrocknete Gänsezungen, Karibuhäute und Pelze mit sich. Drei von ihnen hatten bereits Weiße gesehen, wohl Russen, mit denen sie angeblich in Nulato in Alaska gehandelt hatten. Im Gegensatz zu den „Rat Indians“ – gemeint sind wohl die Gwich'in die Bisamratten jagten – freuten sie sich über das geplante Fort Yukon, das näher an ihrem Gebiet lag.
Anfang August 1847 besuchte erstmals eine größere Gruppe das Fort. Murray war allerdings von Gwich'in gewarnt worden, dass die Han wütend auf die Briten seien, da diese glaubten, der Tod eines ihrer Häuptlinge stehe mit der Ankunft der Briten in Zusammenhang. Als die rund 25 Kanus anlegten, geschah dies in vollkommener Stille, ohne Gesang also, wie es bei den anderen Athabasken sonst üblich war. Die Ankömmlinge wirkten auf Murray besonders „wild“, da sie lange Haare trugen und ihre Hemden mit Perlen und Messing schmückten. Sie brachten Pfeifen aus Zinn und Blech mit, die sie bei Russen eingetauscht hatten. An Tauschwaren führten sie wenig mit sich, nur einige Bärenfelle, Fleisch und hundert Gänse, die sie unterwegs mit dem Bogen erlegt hatten. Am zweiten Tag drohten einige, dass sie im Falle schlechter Behandlung das Fort zerstören würden, wie es bereits bei den Russen geschehen sei – wofür es keine Belege gibt. Vor allem aber verlangten sie Waren auf Kredit, was Murray ablehnte.
Bis 1852 durchquerten mindestens siebenmal Angestellte der Hudson’s Bay Company das Gebiet der Han, darunter waren auch die Männer Murrays, die den Yukon abwärts nach Fort Youcon fuhren, und der Dolmetscher Antoine Hoole, der 1851 den Fluss befuhr.

### Grenzziehung von 1867, neue Konkurrenz im Pelzhandel, Handelsforts

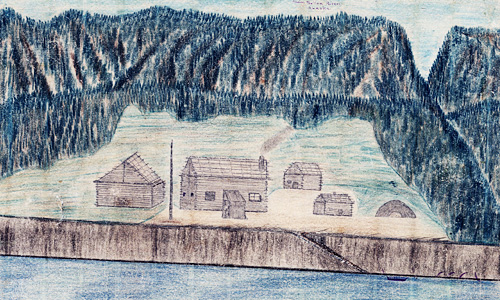
Skizze von Fort Reliance aus dem Jahr 1884

Fort Yukon blieb trotz dieser anfänglichen Schwierigkeiten bis 1869 der Haupthandelsposten für die Han. Mit dem Kauf Alaskas und der Einrichtung einer Grenze zu Alaska wurde der Stamm jedoch 1867 geteilt, so dass die Dörfer der Han formal durch eine Grenze getrennt wurden. Aus Alaska kam auch der spätere Häuptling Isaac, der dem Wolf Clan entstammte und um 1859 geboren worden war. Er heiratete die Häuptlingstochter Eliza Harper vom Crow Clan, dem zweiten Clan des Stammes. Nur zwischen diesen Clans durfte geheiratet werden, nicht innerhalb der Clans. Das Paar dürfte etwa 200 Menschen geführt haben.

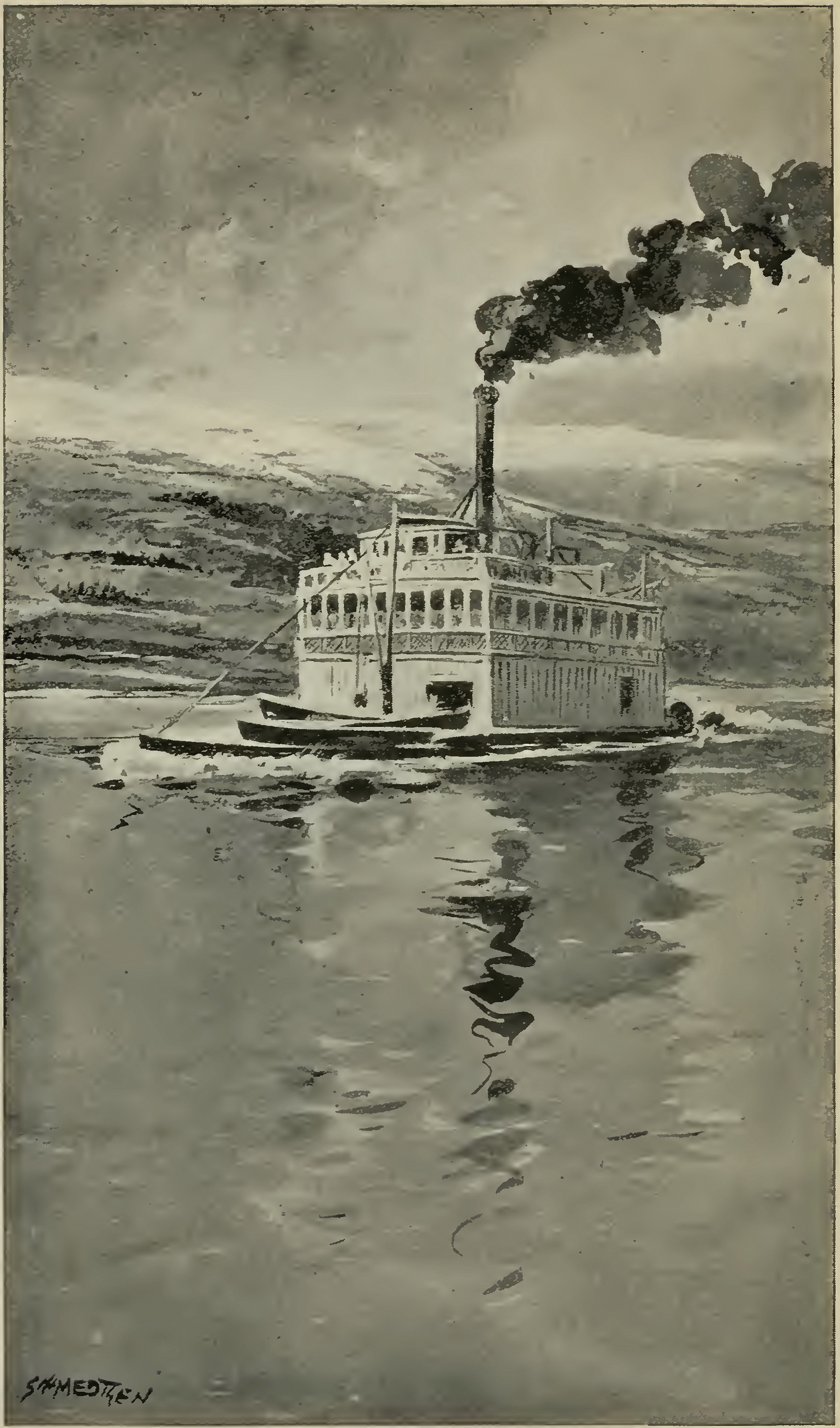
Dampfboot auf dem Yukon, 1897

Bereits 1873 gründete Moses Mercier, der aus Fort Youcon hatte abziehen müssen, einen ersten kleinen Handelsposten namens Belle Isle am linken Ufer des Yukon, in der Nähe des späteren Eagle, und damit im Gebiet der Han. Ende August 1874 gründete Leroy Napoleon McQuesten, besser als Jack McQuesten bekannt, einen zweiten Handelsposten namens Fort Reliance, rund 10 km unterhalb der Mündung des Klondike, den er als „Trundeck River“ kannte. Zusammen mit Frank Barnfield errichtete er eine Hütte, wobei die beiden Männer Indianer zum Fällen und Tragen der Bäume engagierten. Andere jagten für sie. McQuesten blieb als einziger mehrere Jahre, insgesamt zwölf, in dem Posten, dessen Grundfläche rund 30 mal 20 Fuß bemaß. An seinem Handelsposten trafen sich Han, Upper Tanana und Northern Tutchone. Die ansässigen Indianer bezeichnete er als „Klondike Han“. Einige Zeit lebten er und seine Partner vom Handel und erwarben Pelze für die Alaska Commercial Company, in deren Auftrag McQuesten handelte. McQuesten führte zudem die Yukon, das erste Dampfboot auf dem Yukon River.
Von Westen setzte die Alaska Commercial Company, die 1867 für 350.000 Dollar das Handelsmonopol der abziehenden russischen Konkurrenz gekauft hatte, bis 1874 ein weitgehendes Handelsmonopol auf dem unteren Yukon durch. Doch konkurrierten unabhängige Pelzhändler mit ihr. Viele indianische Gruppen nutzten die Konkurrenzsituation und wandten sich den Amerikanern zu. Die Briten räumten den Händlern um Rampart House nun ohne weiteres Handel auf Kredit ein. Sie engagierten noch mehr Pfadfinder, Jäger, Fischer und Dolmetscher, verlängerten die Verträge von drei auf sechs Monate, konnten aber nicht mehr wie früher 300 km flussabwärts bis nach Nuklukayet fahren. Die amerikanische Konkurrenz ging wesentlich aggressiver vor und offerierte bessere Preise, suchte entferntere Gruppen gezielt auf, bot sogar britische Waren an und machte die Indianer zu selbstständigen Partnern. Zudem brachten sie ein rund 17 m langes Dampfboot auf den Yukon, womit sie die Warentransporte erheblich verbilligten und beschleunigten.
Mit dem Erwerb Alaskas durch die USA (1867) und dem erzwungenen Abzug der Briten aus Fort Youcon am 9. August 1869, das westlich der vereinbarten Grenze am 141. Längengrad lag, änderte sich die Situation insofern, als sich bald verschiedene Kompanien Konkurrenz machten. Häuptling Catsah (Gah ts'at) hatte auf die Gründung von Fort Reliance gedrängt. 1877 oder 1878 musste der Posten jedoch geräumt werden, da es – nach amerikanischen Quellen nach einem Tabakdiebstahl – zu Feindseligkeiten kam. 1877 kam es zudem zu einem Zwischenfall nach der Räumung des Forts. In den verlassenen Räumen befanden sich Überreste von Fett, das zur Bekämpfung von Mäusen mit Arsenik vermischt worden war. Drei Frauen vergifteten sich damit, eine von ihnen, eine 16-jährige Blinde, starb daran. McQuesten und der Häuptling einigten sich auf Kompensationen, die Mutter akzeptierte einen Hund. McQuesten eröffnete den Posten bereits 1878 wieder, und die Han leisteten Kompensationen für den Tabak.
1880 entstand eine Konkurrenzgründung im Han-Gebiet durch die Western Fur and Trading Company rund 130 km flussabwärts bei David’s Village nahe dem heutigen Eagle. Moses Mercier musste diesen nicht profitablen Posten jedoch 1881 bereits wieder aufgeben. 1882 gründete er, nun für die Alaska Commercial Company, in derselben Gegend den Posten Belle Isle. Sein ehemaliger Arbeitgeber eröffnete daraufhin den aufgegebenen Posten neu, und die beiden Gesellschaften konkurrierten nun aufs schärfste. Schon 1883 endete diese für die Han vorteilhafte Situation, als die Alaska Commercial Company ihren Rivalen übernahm. Der Monopolist erhöhte nun die Preise der eigenen Waren, senkte die Pelzpreise und begrenzte die Kreditvergabe.
Die Amerikaner setzten zudem Dampfboote ein, wie die Yukon der Alaskan Commercial Company (ACC) oder ab 1879 die 25 m lange St Michael der Western Trading and Fur Company, was die Warenmengen weiter erhöhte. 1887 kam die New Racket hinzu, die von einer Goldsuchergruppe gebaut worden war, die die ACC jedoch aufgekauft hatte. Nun kamen einerseits Massengüter wie Mehl und – was die HBC ablehnte – Repetiergewehre und Segeltuch für Zelte in das Gebiet, aber auch exotische Waren, wie chinesische Teetassen. Damit wurde die Mittlerposition der Han für solche Waren gestärkt. Ab 1889 kam die über 40 m lange Arctic hinzu, nach Einsetzen des Klondike-Goldrauschs kamen sogar über 70 m lange Schiffe hinzu, die an die Manövrierfähigkeiten auf dem unberechenbaren Fluss höchste Anforderungen stellten.

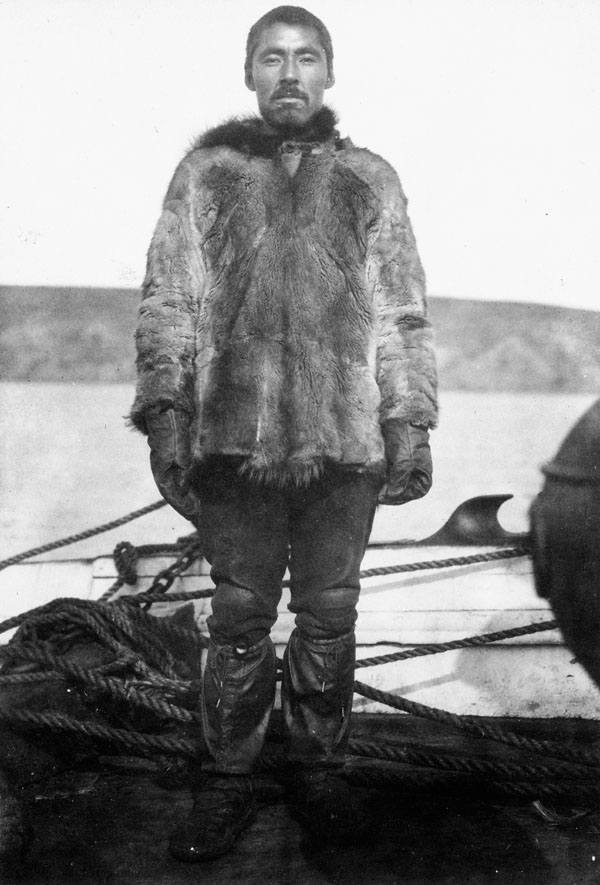
Sipadaitiak, ein etwa dreißigjähriger Walfänger von Herschel Island, der auf der S.S. Belvedere beschäftigt war; 28. August 1912

Als weiterer Faktor kamen in den 1880er Jahren Walfangboote nach Herschel Island, weit im Norden vor der Küste der Beaufortsee. Sie brachten Winchester-Repetiergewehre, deren Verkauf Amerikaner und Briten gleichermaßen verweigerten, und Alkohol.

### Goldfunde
Schon 1872 war es im Cassiar-Distrikt zu einem kurzen Goldrausch gekommen, 1885 entdeckte man Gold am Stewart River. Schon Campbell wusste von Gold bei Fort Selkirk und Reverend Robert McDonald, der 1862 bis 1863 in Fort Yukon stationiert war, hatte Gold gefunden, wohl am Birch Creek. George Holt sandte als erster Gold aus Alaska nach außerhalb. Manche Pelzhändler wechselten in das neue, profitablere Gewerbe. Doch hierbei waren die Hürden höher, denn die Prospektoren lehnten oftmals die indianische Arbeit ab. Die Technik des Goldwaschens – andere Vorkommen hätten höheren Kapital- und Arbeitseinsatz sowie entsprechende Maschinen erfordert – bedurfte kaum bezahlter Arbeit, sondern wurde von den Prospektoren selbst durchgeführt (placer mining). Zudem waren diesmal die Europäer und Amerikaner extrem flexibel, denn immer neue Gerüchte von Goldfunden trieben die Männer und wenigen Frauen von Fundort zu Fundort.

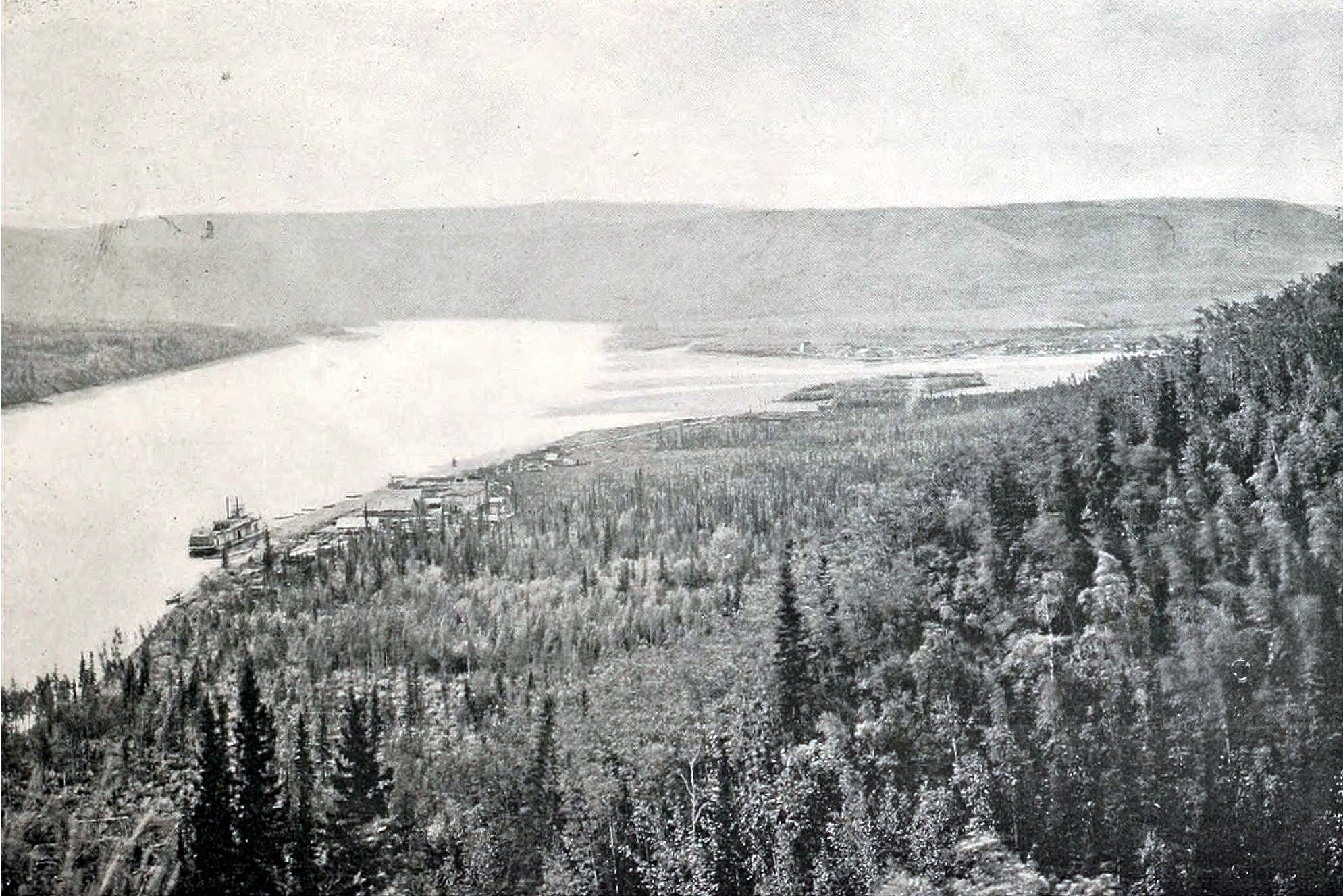
Forty Mile im Jahr 1897

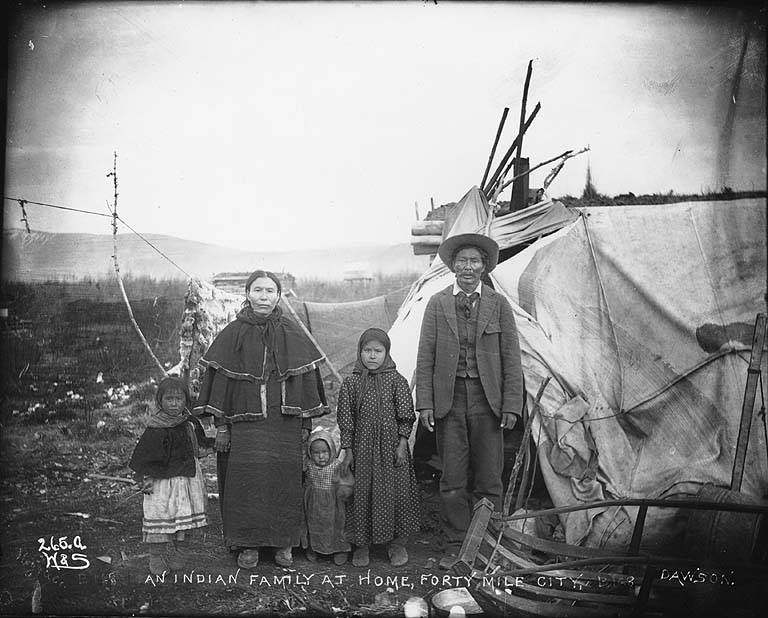
„An Indian Family at Home, Forty Mile City“ (Gwich'in- oder Han-Familie), fotografiert um 1899

1886 kam es zu einem ersten größeren Goldfund am Fortymile River (Ch’ëdäh Dëk) und mehrere hundert Männer zogen hierher, wo bisher gefischt wurde, und wo eine Durchgangsstelle für Karibus die Jagd erleichterte. Die Tr’ondek Hwech’in versorgten den neuen Ort Forty Mile mit Lebensmitteln sowie mit den überlebensnotwendigen Pelzen. Sie erhielten dafür in ihren Augen kunstvolle Glasperlen, Metallgeräte und Alkohol. Ihr Führer war inzwischen Chief Isaac, dessen traditioneller Name nicht mehr bekannt ist, und der der Schwiegersohn von Gäh St’ät war. McQuesten gab nun Fort Reliance auf (1886) und baute einen neuen Posten an der Mündung des Stewart River. 1894 entstand 60 Meilen oberhalb von Fort Reliance an der Mündung des Sixtymile Creek ein neuer Posten, der nach William Ogilvie benannt wurde, der als Historiker des Goldrauschs im Yukon gilt.
Auf amerikanischem Gebiet entstand Circle City nach Goldfunden am Birch Creek (1893/94). 1895 brachten Goldfunde am American Creek das Dorf Eagle City hervor, wo sich zeitweise an die tausend Goldgräber aufhielten. Dort entstand 1899 Fort Egbert zur Überwachung der Grenze. Schon vor dem großen Goldrausch schätzt man die Zahl der Goldsucher im Yukon auf tausend bis zweitausend, unruhige Männer, die unkontrolliert durch das Gebiet der Tr’ondek zogen.
Manche Tr’ondek arbeiteten als Träger, als Packer für die Boote, oder beim Waschen des Goldes mit, doch erwarben nur wenige Indianer Claims. Offenbar genügte ihnen die geringe Aussicht auf weit entfernt liegenden Lohn nicht als Motiv, um die ungesunde und langwierige Arbeit auf sich zu nehmen. Zudem hatten sie keine Pläne, ihre Heimat zu verlassen, und Gold war dort von schnell sinkendem Wert. Die erfolgreichen Goldsucher von außerhalb hingegen wollten das Gebiet so schnell wie möglich wieder verlassen und mit ihrem Ertrag ein komfortables Leben in den südlichen Städten führen.
Der Lohn für die Träger von Dawson nach Forty Mile variierte zwischen Sommer und Winter, denn in der kalten Jahreszeit erlaubten Hundeteams größere und schnellere Transporte. Sie erhielten allerdings nur ein Drittel des Lohns. In den Minen verdienten Indianer zwischen 4 und 8 Dollar am Tag, Weiße zwischen 6 und 10, jedoch konnten sie Lohnforderungen angesichts des unterschwelligen Rassismus nur schwer durchsetzen. Dennoch meinte der für sie zuständige Bischof William Carpenter Bompas, die Indianer würden reich durch die Arbeit in den Minen, und durch die Versorgung der Prospektoren und ihrer Schlittenhunde mit Fleisch und Fisch. Einige Prospektoren kauften die Blockhütten von Indianern für rund 100 bis 200 Dollar. Schon jetzt machte sich eine erhebliche Inflation bemerkbar, ein Phänomen, das die Indianer nicht kannten. Daher waren ihre Hausverkäufe zu einem ungünstigen Zeitpunkt erfolgt.

### Mission, anglikanische Steuerung der interkulturellen Kontakte (ab 1862)

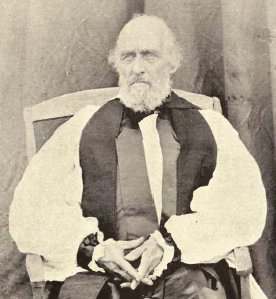
William Carpenter Bompas, der anglikanische Bischof des Yukon zwischen 1890 und 1906, 1896

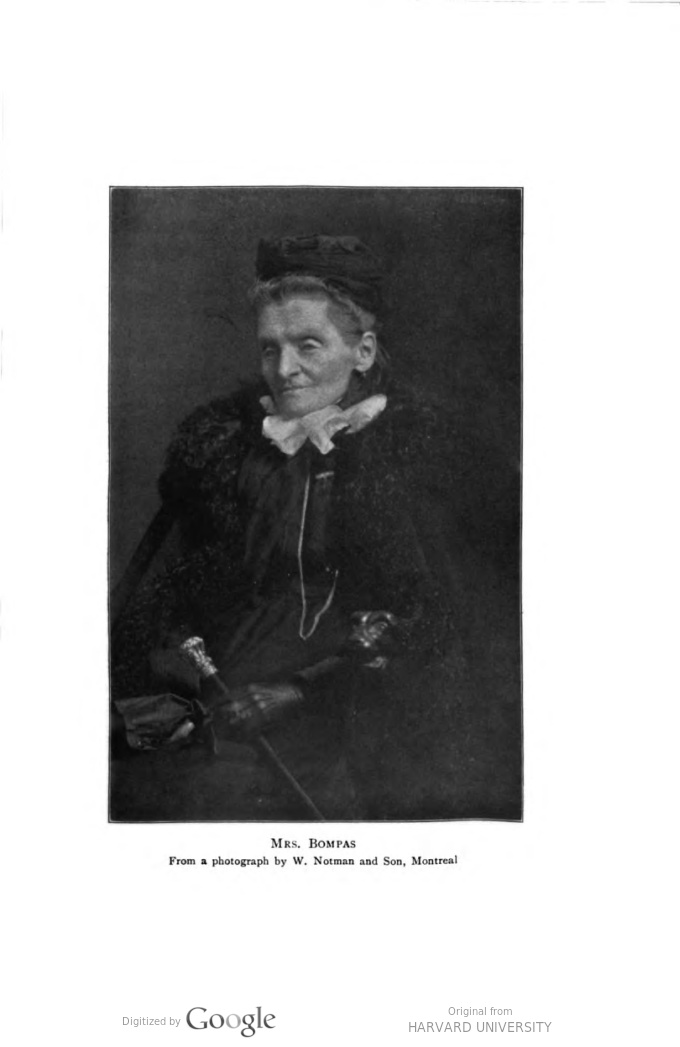
Bompas' Ehefrau Charlotte Selina

1862 kam als erster Missionar William West Kirkby nach Fort Youcon und blieb für einige Tage, 1863 veranlasste er einen Medizinmann und vier junge Männer, die er für die Mission vorgesehen hatte, mit ihm einige Texte zu lesen. Im Norden, am Porcupine, missionierte 1862 Robert McDonald, ein Halbindianer aus dem Red River District. 1864 erschien der spätere Bischof Bompas im Norden. Er wurde 1876 Bischof von Athabasca. 1890 übernahm er das Bistum Selkirk, aus dem später Yukon wurde, das wiederum aus der Aufteilung des Mackenzie-Bistums hervorgegangen war.
1887 kam neben William Ogilvie und Bernard Moore der Erzdiakon Robert McDonald in die Region.
Im selben Jahr gründete der anglikanische Missionar J. W. Ellington die Missionsstation Buxton Mission auf Mission Island oberhalb von Forty Mile, doch musste Ellington die Mission zwei Jahre später aus Gesundheitsgründen aufgeben.
1891 besuchte Bischof William Carpenter Bompas die Region; er kehrte im nächsten Jahr mit seiner Frau Charlotte Selina zurück. Abgesehen von einem Jahr (1899–1900), wo er in Moosehide lebte, blieb er bis 1901 in Fortymile (Buxton).
Bompas glaubte, die Han, „dieses niedrigste aller Völker“, vor Alkoholkonsum und sexuellen Kontakten zu den ganz überwiegend männlichen Pelzhändlern und Goldsuchern sowie vor allen schlechten Einflüssen schützen zu müssen. Diese veranstalteten nach Abschluss eines Handels Feste, bei denen es zu Trinkfeiern und in deren Verlauf zu sexuellen Kontakten mit Frauen der Indianer kam. Da dies immer wieder an denselben Orten vorkam und sie erkannten, dass dies weiße Männer anzog, begannen die Han, ein Tanzhaus auf Mission Island zu bauen. Bischof Bompas kaufte ihnen den begonnenen Bau ab und ließ daraus eine Kirche bauen. Die HBC förderte hingegen diese Art von Kontakten, zumindest für die niederen Ränge, um die meist jungen Männer durch die Ehe mit einer Indianerin länger im Land zu halten. Den höheren Rängen riet sie ausdrücklich ab. So hatte schon Alexander Hunter Murray seine nichtindianische Frau 1847 mit nach Fort Youcon gebracht. Robert Campbell wurde von Governor George Simpson ausdrücklich davor gewarnt, sein Leben durch eine indianische Frau zu verkomplizieren.
Bischof Bompas sorgte für eine Schule und die ab 1895 beginnende Präsenz der 19 Männer der North West Mounted Police unter Charles Constantine. Bei Fortymile entstand das nach ihm benannte Fort Constantine, auf Mission Island lebte die Station neu auf. Eines seiner Hauptziele war die Trennung der Rassen.
Bompas setzte sich für ein striktes Alkoholverbot ein, da es während der kurzen Aufenthalte von Goldsuchern und Han in seinen Augen zu häufig zu Trinkfeiern kam. Da die Europäer die Indianer nur bei solchen Gelegenheiten zu Gesicht bekamen, glaubten diese, die Indianer verhielten sich immer unmäßig, und erließen folglich ein generelles Verbot. Die Polizeitruppe verhängte Bußgelder von bis zu über 100 Dollar gegen Alkoholhändler, die ihr Produkt an Indianer verkauften. Jedoch brachten gerade diese Eindämmungsversuche Schwarzbrenner, Schmuggler, Pelzhändler, Goldsucher und Indianer zusammen und förderten ungewollt den Alkoholmissbrauch. Außerdem hatten Missionare und Polizisten, in Erwartung steigender Gewaltbereitschaft und puritanischer Furcht vor sexuellen Kontakten, Angst vor Feiern dieser Art, während sie für die weißen Männer oftmals ein Mittel zur Aufnahme sexueller Kontakte zu den Han-Frauen darstellten. Dies wiederum dürfte mit hohen kulturellen Hürden, vor allem dem Mangel an sprachlicher Kommunikation und Unkenntnis zusammenhängen, sicherlich auch mit der geringen Zahl an Frauen und den entsprechend seltenen Kontaktmöglichkeiten. Diese Kontakte waren ganz überwiegend kurzlebig, zumal die meisten Weißen fürchteten, als „Squaw men“ beschimpft zu werden. Die Kinder aus solchen Beziehungen blieben bei den Han, meist den Müttern, selten bei den Vätern.

## Klondike-Goldrausch ab 1896, Chief Isaac, Moosehide

### Wirtschaftliche und politische Einordnung
In Kanada setzten globale Engpässe in der Goldversorgung umfangreiche Suchunternehmungen in Gang, die im Abstand von wenigen Jahren ab etwa 1858 immer wieder fündig wurden.

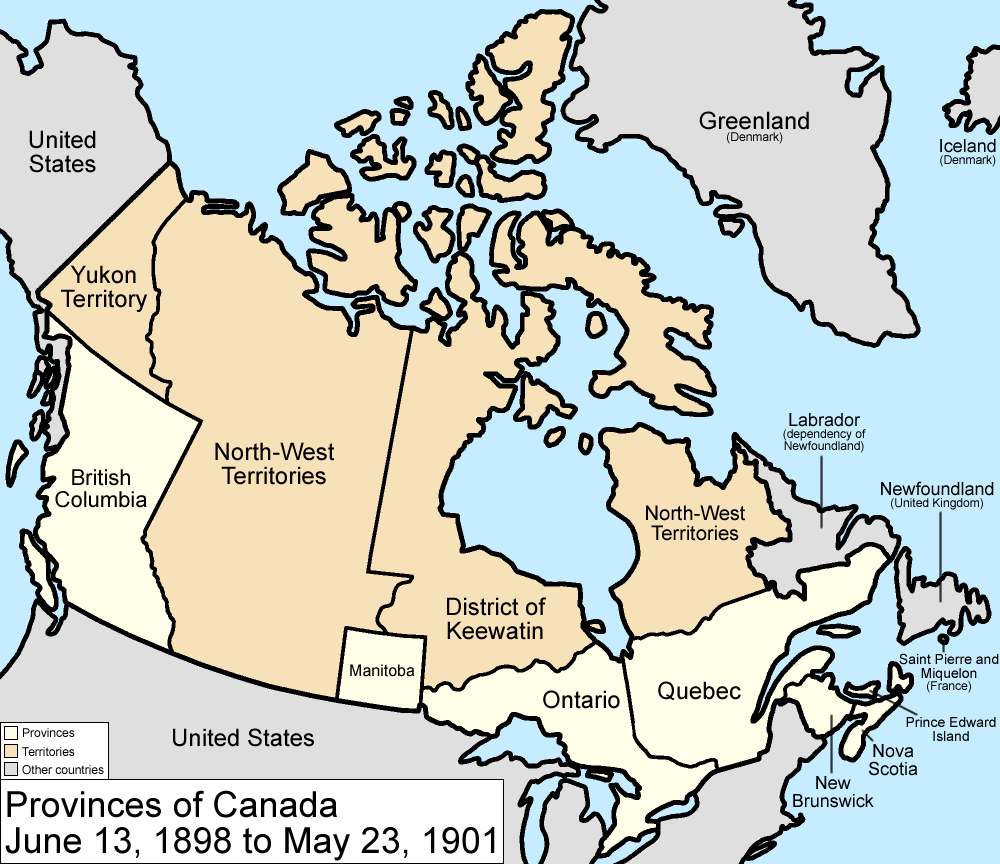
Die kanadischen Provinzen und Territorien 1898

Die ersten Goldfunde lösten in diesem Umfeld eine gewaltige Massenbewegung in das extrem dünn besiedelte und schwer erreichbare Gebiet am Yukon aus. Dies war für Kanada von hoher politischer Brisanz, zumal der überwiegende Teil der Goldsucher aus den USA stammte. 1867 erwarben die USA zudem Alaska von Russland. Die Goldsucher brachten nun nicht nur die Indianer in die Minderheit, sondern auch die Briten, die 1867 Kanada gegründet hatten, um die Expansion der USA nach Norden zu bremsen. 1898 erhob Kanada das Gebiet zu einem eigenen Territorium und entsandte eine kleine Polizeitruppe.
Ein Teil der Goldgräber kam über Alaska, das den überwiegenden Teil des pazifischen Küstensaums beherrschte, und dessen Häfen einen leichteren Zugang zum Klondike boten, als die in Kanada. Eine Kontrolle der langen Grenze entlang des 141. Längengrads war praktisch nicht möglich, und den Goldsuchern im Yukongebiet war es weder klar noch wichtig, ob sie sich gerade auf dem Territorium der USA oder dem Kanadas befanden.
In den USA war es nach der Panik von 1893 und der von 1896 zu schweren wirtschaftlichen Erschütterungen gekommen. Als die Portland am 17. Juli 1897 in Seattle anlegte und die ersten erfolgreichen Goldsucher mitbrachte, forderten die rund 5.000 Anwesenden die Passagiere durch Zurufe auf, ihr Gold zu zeigen. Diese präsentierten es der jubelnden Menge. In der „Klondike-Ausgabe“ berichtete der Seattle Post-Intelligencer unter der Schlagzeile Gold! Gold! Gold! Gold! und Sixty-Eight Rich Men on the Steamer Portland (Achtundsechzig reiche Männer auf dem Dampfer Portland) von Gold im Wert von 700.000 Dollar.

### Chief Isaac und Moosehide

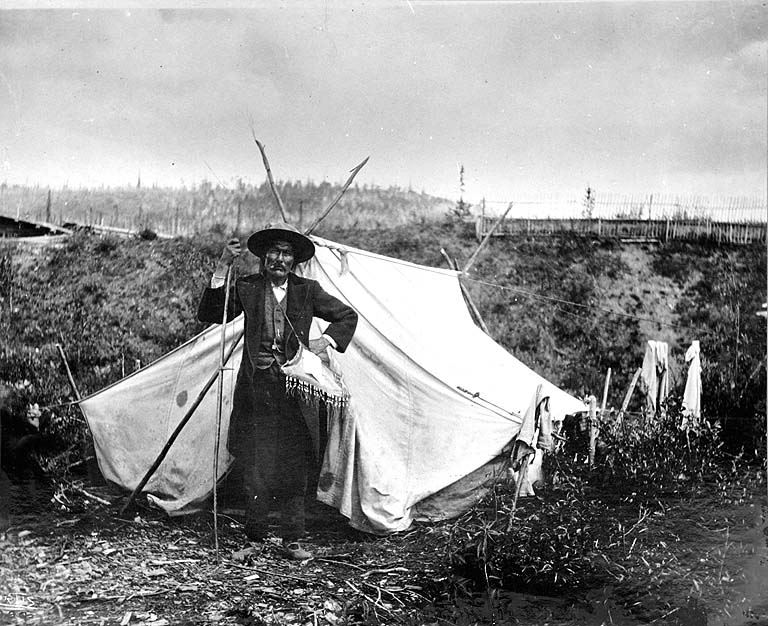
Chief Isaac, 1898

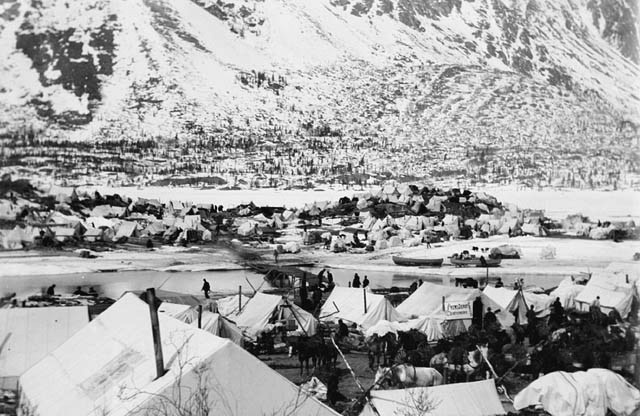
Goldgräberlager

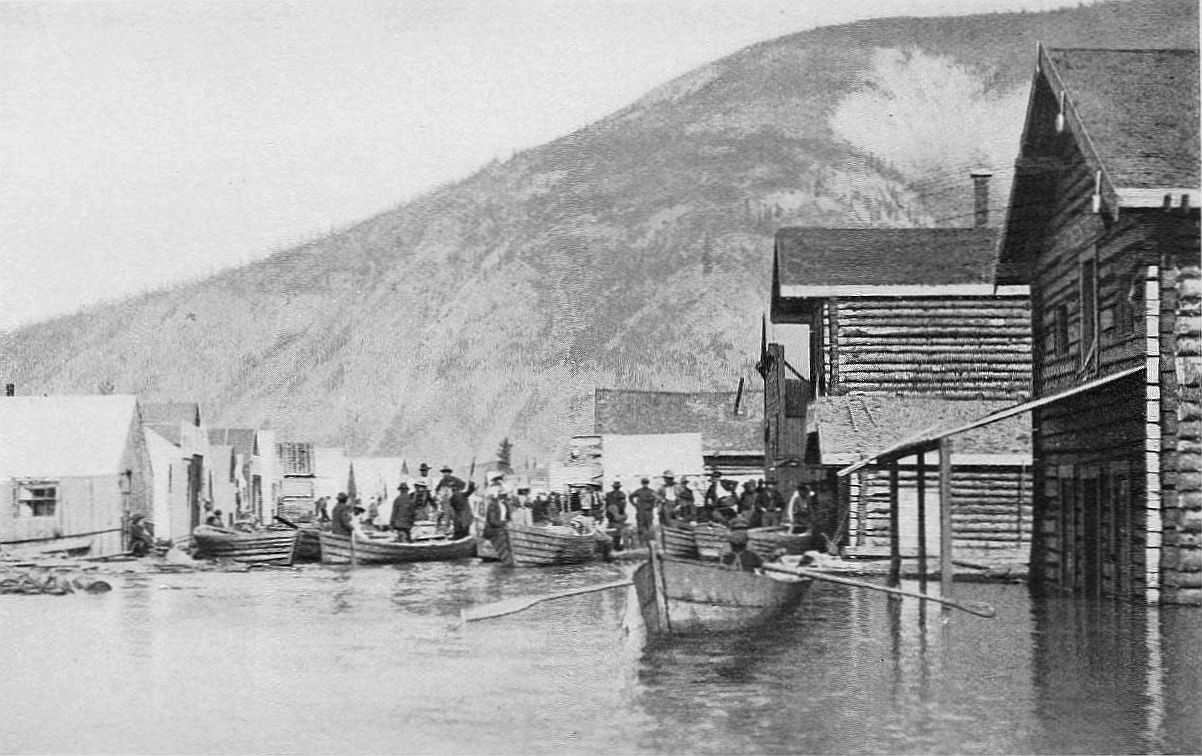
Im Frühjahr 1899 überschwemmte Straße in Dawson

1894 lebten rund tausend Goldsucher im Yukon. Doch mit dem Klondike-Goldrausch ab 1896 kamen über 100.000 Weiße in die Region. Unmittelbar auf der gegenüberliegenden nördlichen Flussseite des Tr’ondek-Dorfes Tr’ochëk entstand Dawson, die mit Abstand größte Goldgräberstadt mit zeitweise über 40.000 Einwohnern. Bereits 1901 stellten die Indianer nur noch etwas mehr als 10 % der Bevölkerung des Territoriums Yukon.
Bis zum Goldrausch war Tr'ochëk das Sommerlager von Häuptling Isaac, dem Führer der Tr’ondek Hwech’in. Er stammte aus einem Dorf in Alaska, das seit 1867 zu den USA gehörte. Er wuchs in Eagle Village und im Gebiet um Forty Mile auf. 1892 traf er Bischof William Bompas und ließ sich taufen. Er nahm zwar häufig an Gottesdiensten der Anglikanischen Kirche teil, doch hielt er zugleich an seinen Traditionen fest. So reiste er häufig zu Potlatches nach Fort Selkirk, Forty Mile und Eagle, wie 1915 beim Tod von Häuptling Jackson bei der Selkirk First Nation. Von Bischof Bompas erbte er eine Uhr, wofür er seinem Nachfolger das steinerne Jagdmesser seines Großvaters als Gegengeschenk überreichte.
1897 fand jedoch ein grundlegender Umbruch statt. So berichtet der anglikanische Missionar Frederick Flewelling, dass er am 29. Mai 1897 in das bis dahin ruhige Tr'ochëk zurückgekehrt war, nachdem er eine Winterreise nach Forty Mile absolviert hatte. „Fünf- oder sechshundert Männer sind allein in diesem Frühjahr hierher gekommen, und ihre Zelte sind überall verstreut.“ Spekulanten hatten vielen Han ihr Land abgekauft, so dass sie nicht wussten, wo sie im Winter bleiben sollten. Flewelling kaufte daher einen 40-Acre-Trakt zwei Meilen flussabwärts und schlug vor, die Han dort unterzubringen und eine Mission zu gründen.
Aus den Erinnerungen der Han-Ältesten geht jedoch hervor, dass sie und ihr Häuptling Isaac ihr Schicksal sehr wohl selbst in die Hand nahmen und die Fremden willkommen hießen, auch wenn ihre Gier nach Gold unverständlich blieb. Isaac beobachtete, wie die Weißen das Gold um sich warfen, wunderte sich, dass sie nur deshalb so zahlreich kamen, und meinte, es gebe zu viel davon. Er fürchtete die negativen Folgen des Kontakts und machte selbst den Vorschlag zur Umsiedlung nach Moosehide.

#### Bevölkerungseinbruch
Wie schon zuvor, spielten eingeschleppte Krankheiten eine überaus zerstörerische Rolle. Die Zahl der Indianer im Territorium fiel zwischen 1901 und 1911 um mehr als die Hälfte von 3.322 auf 1.489. Dabei gerieten die Han gleichfalls in Bedrängnis. Das unruhige Dawson mit seinen ausschwärmenden Goldsuchern vertrieb das Wild, zudem verbrauchten die Weißen das wenige Holz der Region als Bau- und Feuerholz, die zahlreichen Flöße und Boote zerstörten ihre Fischreusen. Die Luft war voller Rauch, weil die Goldsucher das Unterholz niederbrannten und die angekohlten Stämme schlugen. Darüber hinaus wurden die Tr’ondek von Krankheiten wie Tuberkulose befallen, gegen die sie eine nur geringe Resistenz aufwiesen. Häuptling Isaac fürchtete zudem die Verrohung der Sitten sowie zunehmende Abhängigkeit. Es gelang ihm dennoch, einen fragilen Frieden aufrechtzuerhalten. Er lernte Englisch und hielt sogar Vorträge.
Seine persönliche Autorität manifestierte sich jeden Morgen darin, dass er als erster sein Haus verlassen durfte, das Dorf mit lauter Stimme weckte und daraufhin verkündete, wo zu jagen war oder wohin der Stamm ziehen sollte. Zu Weihnachten 1902 kam jeder Dorfbewohner vor das Haus des Häuptlings und tauschte mit ihm Geschenke aus.

#### Moosehide und Dawson (ab 1896)

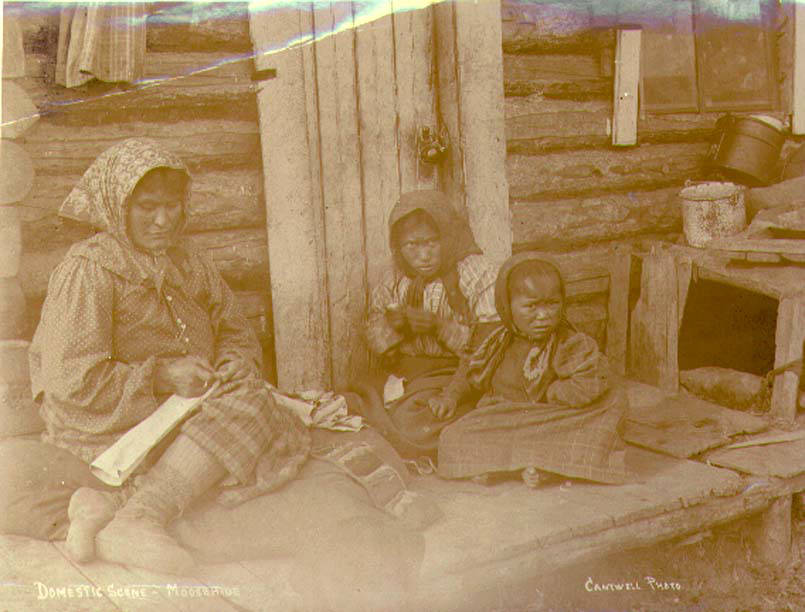
Frau vor ihrer Hütte bei der Fellbearbeitung, daneben ihre Kinder, Moosehide um 1900

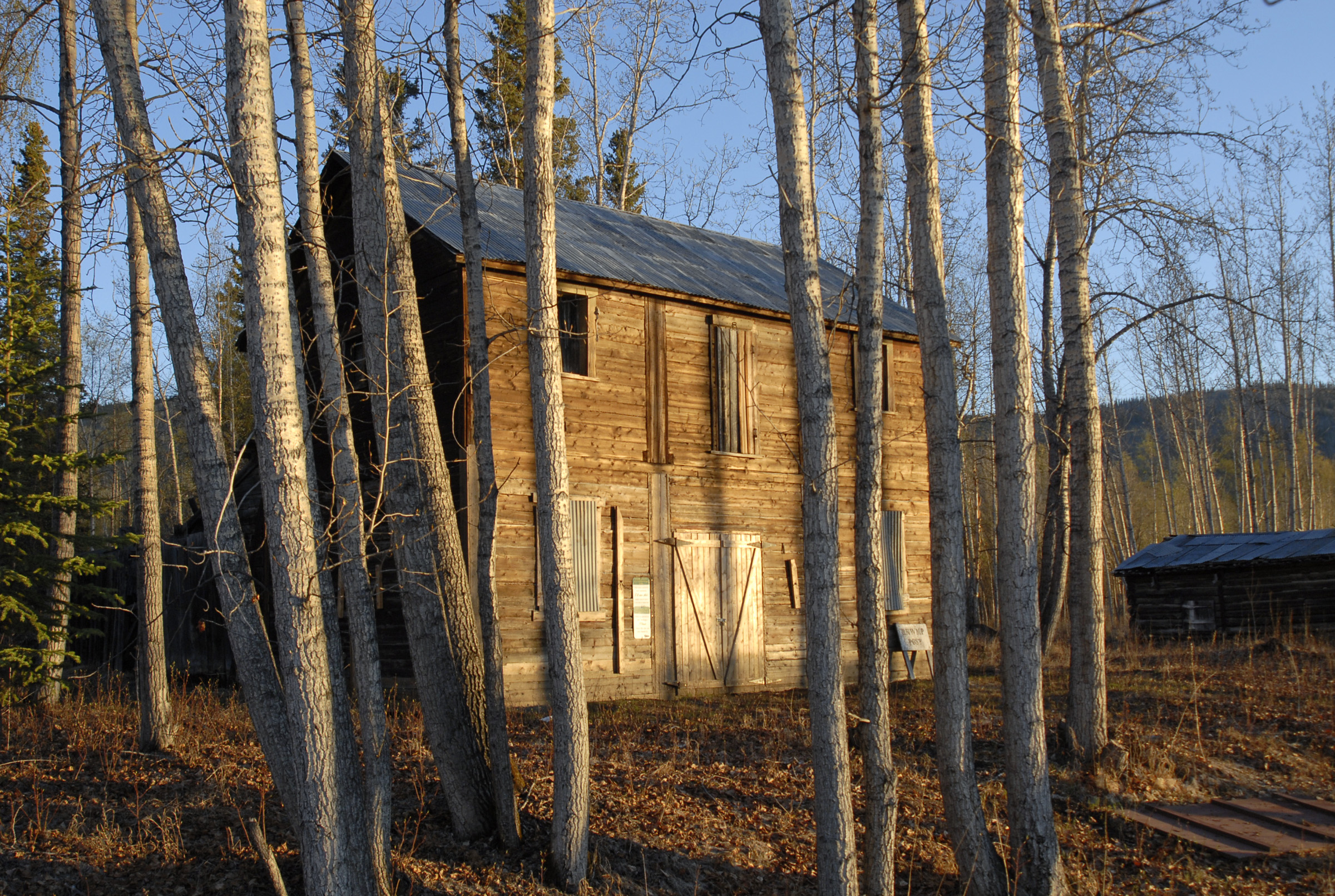
Gebäude der Polizeitruppe in Forty Mile

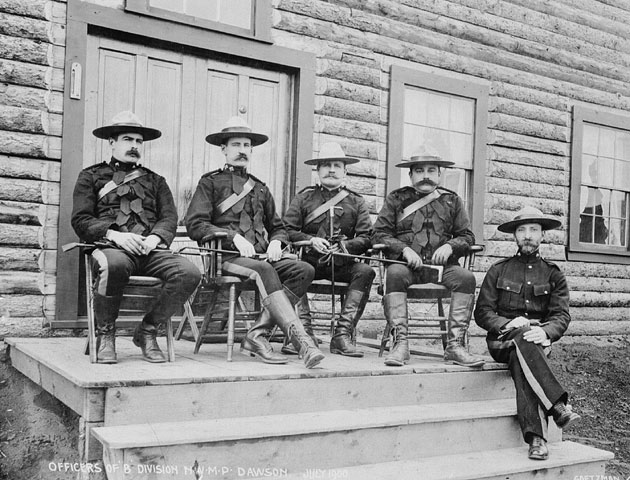
Polizisten in Dawson, Juli 1900

Um Konflikte zu vermeiden, begannen die Indianer ab Herbst 1896 mit Vertretern von Kirche und Regierung zu verhandeln, also mit Bischof William Bompas und Inspector Charles Constantine. Die Han zogen zunächst von Tr’ochëk in die Mounted Police reserve auf der anderen Flussseite, doch war auch dies zu nah an Dawson. Im Frühjahr 1897 zogen sie einige Kilometer flussabwärts nach Moosehide. Wichtig war, dass es frisches Wasser aus einem Bach gab, Holz zur Verfügung stand, Pfade bestanden, die den Zugang zu den Jagdgebieten ermöglichten und dass von hier aus gut Lachs gefangen werden konnte. Gleichzeitig konnten sie Fleisch an die Goldsucher verkaufen, aber auch Arbeit auf den Schaufelraddampfern, in Holzbetrieben oder im Hafen finden.
Chief Isaac übergab sicherheitshalber viele Kultgegenstände, vor allem aber Lieder und Geschichten an die Verwandten in Alaska, zu denen er weiterhin enge Beziehungen pflegte. So feierte er 1907 ein Potlatch in Eagle mit Chief Alex.
Twelve Mile oder Tthedëk entstand ebenfalls im Zuge des Klondike-Goldrauschs, als einige der Familien nicht mit nach Moosehide ziehen wollten. Die mindestens zehn Familien unter Führung von Charlie Adams und seiner Frau hatten engere Beziehungen zu den Gruppen in Alaska, als zu denen um Dawson, das 30 km oberhalb des Ortes lag. Doch diese Siedlung musste aufgegeben werden, 1957 zerstörte eine Überschwemmung die verbliebenen Häuser.
Im Frühjahr 1898 kamen, nachdem Zeitungen die Nachricht weltweit bekannt gemacht hatten, zehntausende von Goldsuchern, Stampeders genannt, nach Dawson. Im Mai wurde Tr’ochëk von Neuankömmlingen mit Beschlag belegt, und Lousetown entstand, auch Klondike City genannt. Dort siedelten sich zahlreiche Prostituierte an. Archäologen fanden allein am steilen Abhang der Insel 72 Hausplattformen der dortigen Blockhütten. Diese wurden mit massiven Steinblöcken befestigt. Andere Neusiedler bauten einfache Zelte, die von Hölzern gehalten wurden, und die nur wenige Spuren hinterließen. Müll und Abwässer wanderten den Hügel abwärts in den Fluss.
Am 27. März 1900 richtete die Regierung ein Reservat in Moosehide ein. Doch war die Ernährungslage dort in diesem Jahr so angespannt, dass der Inspector der North West Mounted Police Z. T. Wood mit Mehl, Reis und Tee aushalf, um die 10 bis 12 am schwersten Betroffenen zu unterstützen.

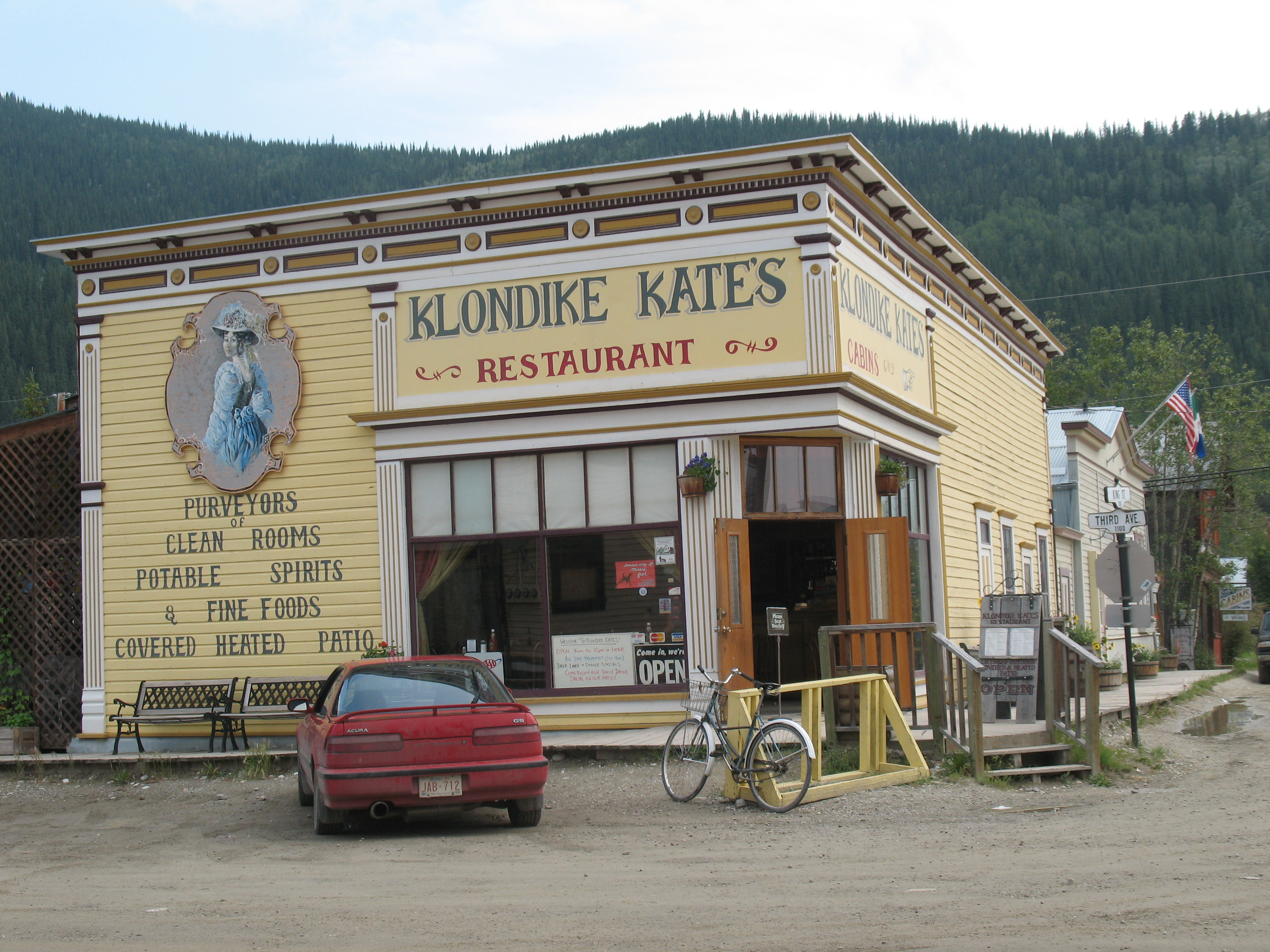
Das Restaurant von Kathleen Rockwell, besser bekannt als „Klondike Kate“, in Dawson (2009)

Chief Isaac unterhielt weiterhin gute Kontakte in die Stadt. Seine Frau, Eliza Harper, verband eine enge Freundschaft mit Klondike Kate (Kathleen Rockwell), einer während des Goldrauschs bekannten Tänzerin, die einen der Goldgräber namens Johnny Matson heiratete und bis zu ihrem Tod 1957 in Bend in Oregon lebte. Sie schrieben sich bis zu ihrem Tod zahlreiche Briefe und Kate sandte ihrer Freundin Kleider. Kate schrieb dabei an „Mrs Chief Isaac“. Eliza, die 1960 im Alter von 87 Jahren starb, brachte 13 Kinder zur Welt, von denen aber nur 4 erwachsen wurden – eine Sterblichkeitsrate, die nicht ungewöhnlich war. Ihre Kinder waren Patricia Lindgren, Angela Lopaschuck, Charlie und Fred Isaac, die für die mündliche Überlieferung und im Falle der Söhne für die politisch-religiöse Selbstorganisation des Stammes wichtige Rollen spielten. 1906 starb Isaacs ältester Sohn Edward an Tuberkulose. Ab 1913 besuchte sein achtjähriger Sohn Fred zusammen mit sieben anderen Moosehide-Kindern als erster die Schule in Carcross. Diese Schule, die Choutla School, war zwei Jahre zuvor eröffnet worden. Sie bestand bis Anfang der 1960er Jahre, brannte allerdings 1939 ab, daher duften die Kinder in Moosehide von 1948 bis 1957 zu Hause unterrichtet werden. 1920 entstand ein Haus für Kinder aus „Mischehen“, das St Paul’s Hostel (bis 1952).
1901 besuchte Chief Isaac zusammen mit seinem Bruder Walter Benjamin und dem Medizinmann Little Paul seinen Freund Jack McQuesten, der lange ebenfalls Gold im Yukon gesucht hatte. Dazu reisten die drei auf dem Dampfboot Sarah auf dem Yukon nach St. Michael, dann weiter nach Seattle, San Francisco und Berkeley in Kalifornien. Sie waren Gäste der Alaska Commercial Company und besichtigten die Goldgräberstädte entlang der Route.
Zwischen 1904 und 1919 sicherte sich der Häuptling vier Claims, nicht um Gold zu suchen, sondern um die Siedlung um Moosehide zu sichern. 1905 fürchtete der Yukon Territorial Council, dass anhaltende Trockenheit die Goldgewinnung unmöglich machen würde. So beauftragte er den Regenmacher Charlie Hatfield für ein Honorar von 10.000 Dollar Regen zu machen. Als nur wenig Regen fiel, bot Chief Isaac an, für nur 5.000 Dollar vier Medizinmänner zu beauftragen, Hatfield zu zeigen, wie man Regen macht.

#### Reservatsgrenzen, Auseinandersetzungen
Am 15. Dezember 1911 sagte Chief Isaac in einem Interview in den Dawson Daily News: „All Klondike belong my people… Long time all mine. Hills all mine, caribou all mine, moose alle mine, rabbits all mine, gold all mine. White men come and take all my gold. Take millions, take more hundreds fifty million, and blow 'em in Seattle. Now Moosehide Injun want Christmas. Game is gone. White man kill all moose and caribou near Dawson… Injun everywhere have own hunting grounds. Moosehides hunt up Klondike, up Sixtymile, up Twentymile, but game is all gone. White man kill all.“ Er beharrte damit darauf, dass das Klondike-Gebiet seit Langem seinem Volk gehöre, alle Hügel, Karibus, Elche, Kaninchen und das Gold. Doch die weißen Männer hätten all sein Gold genommen, im Wert von 150 Millionen Dollar, und sie hätten es in Seattle verprasst. Jetzt seien die Indianer Christen, das Wild sei verschwunden, der Weiße Mann habe alle Elche und Karibus um Dawson getötet, und auch in Isaacs Gebieten seien die Tiere verschwunden. Der weiße Mann habe sie alle getötet. Auch brachte er zum Ausdruck, dass das Goldschürfen akzeptiert werde, das Abschlachten der Lebensgrundlage hingegen nicht.
Die Ressourcen schwanden und die Jagd erforderte einen immer größeren Aufwand und längere Abwesenheit. Zugleich verbrauchten Dampfboote und Brennöfen die Wälder um Dawson, so dass Isaac versuchte, ein Waldgebiet unter Schutz zu stellen, aus dem sein Stamm seinen Bedarf decken konnte. So fragte er 1907 über den Missionar Benjamin Totty bei der Regierung wegen eines Waldgebiets am Moosehide Creek an. Ende der 1920er Jahre war jedoch das Reservat zugunsten von Holzfällern verkleinert worden, da man glaubte, dieses Holz sei von geringem Nutzen für die Han.

#### Kirche
Als Missionar arbeitete bis 1926 Benjamin Totty, den Bompas angeworben hatte, in Moosehide. 1908 entstand in Erinnerung an Bompas die St Barnabas Church. Jonathon Wood, ein Indianer, arbeitete als Katechet.
Die Kirche initiierte den Moosehide Men’s Club und die Senior Women’s Auxiliary. 1932 entstand die vermutlich einzige indigene Anglican Young People’s Organization in Kanada. Diese Einrichtungen dienten vor allem der Überwachung des Lebenswandels und der Sauberkeit der Siedlung durch seine eigenen Mitglieder.

#### Polizeiaufgaben
Weitergehende Befugnisse erhielt der von der Polizei eingesetzte Constable. Um 1911 stellte die Mounted Police einen der Stammesangehörigen als Constable ein. Diese Constables, der erste überlieferte Name ist Henry Harper, wurden für genau spezifizierte Aufgaben eingestellt. So wurde 1912 ein Constable vereidigt, dessen Aufgabe darin bestand, die Bewohner von Moosehide wegen einer Masernepidemie davon abzuhalten, Dawson zu besuchen. Auch Chief Isaac war mehrfach Constable, weitere Namen sind jedoch nicht überliefert, außer dem von Sam Smith. Er war ein älter Gwich'in von Fort McPherson, der bis zu seinem Tod im Jahr 1925 in Moosehide lebte.
Wahrscheinlich erhielten die Constables Anweisungen vom Rat und von den Älteren. Die Special Constables sollten in Moosehide für Ruhe sorgen, was ihnen laut einem Bericht der Polizei auch gelang.

#### Erster Dorfrat, Tod Isaacs (1921–1932)
Im März 1921 wählten die Leute von Moosehide einen ersten Rat. Den Vorsitz des siebenköpfigen Gremiums übernahm Esau Harper, Chief Isaac wurde nur zweiter Vorsitzender. James Woods wurde Sekretär, Sam Smith wurde Inside Guard, David Robert war als Wächter für die Kinder zuständig. Tom Young und David Taylor betätigten sich als Hauswächter. James Thompson war Dorfinspektor north-end und Peter Thompson south-end. Seine Aufgabe sah der Rat darin, das Dorf sauber zu halten, sich um Kranke und Alte zu kümmern, die Schulpflicht durchzusetzen, das Verhältnis von Männern und Frauen zu überwachen und Bußgelder zu verhängen, auch wegen Alkoholmissbrauchs.
In seiner ersten Sitzung verbot der Rat jungen Mädchen, mit Weißen zu gehen, und verbot Nichtindianern den Zutritt zum Reservat. Kinder sollten zur Schule gehen und um 9 Uhr abends im Bett sein. Alle Indianer sollten eine Stunde zuvor Dawson verlassen haben, Frauen, die allein unterwegs waren, sogar um 7 Uhr – es sei denn, sie waren in Begleitung einer verheirateten Frau. Männer durften nur in Begleitung eines Kameraden in der Stadt übernachten. Männer waren verantwortlich für das Herbeischaffen von Holz und Wasser für ihre Familien, zudem war das Weiterreichen von Kautabak – wohl als Präventionsmaßnahme – verboten. Darüber hinaus wurden Hunde im Haus verboten. Weiße durften nur noch in Geschäften nach Moosehide kommen.
Diese tiefreichenden Eingriffe stießen jedoch auf Widerstand, so dass das Gremium zunehmend versuchte, statt auf Strafen auf Überzeugung zu setzen. Auch reduzierte es drastisch die Eingriffe in innerfamiliäre Vorgänge.
Insgesamt betrachtete der Indianeragent Hawskley den Rat von Moosehide als Experiment, wehrte sich aber gegen Vorschläge aus Ottawa, dieser Institution Dauerhaftigkeit zu verleihen.

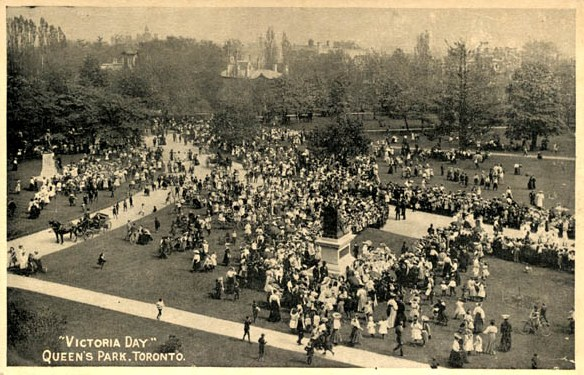
Feierlichkeiten zum Victoria Day in Toronto, 1910

Isaac führte den Stamm bis zu seinem Tod am 9. April 1932 und wurde ein Ehrenmitglied des Yukon Order of Pioneers. Er hielt zahlreiche Vorträge, wie etwa zum Victoria Day, der in den Metropolen mit großem Aufwand gefeiert wurde, oder zum Discovery Day. Isaac war in der Gesellschaft Dawsons ein häufig geladener Gast, obwohl er immer wieder daran erinnerte, dass die Gäste auf seinem Land waren, und dass sie das Wild abschlachteten. Er forderte sie sogar auf, auf die Jagd und den Fischfang zu verzichten, so wie die Tr’ondek auf die Goldsuche verzichteten. Er starb am 9. April 1932 im Alter von 73 Jahren an einer Grippe. Sein Leichnam wurde auf einem Wagen von zwei Pferden über das Eis nach Moosehide gezogen; an der Beerdigung nahmen alle Indianer der Umgebung teil und viele Bewohner Dawsons.

#### Nachfolge (1932 bis etwa 1960)
Seine beiden Brüder Johnathon Wood und Walter Benjamin waren Priester. Johnathon diente an der St. Barnabas Church in Moosehide und starb am 6. Januar 1938 als ältester Bewohner, Walter Benjamin diente an der Episcopal Church Mission im alaskanischen Eagle Village.
Im Dezember 1935 traf sich der Rat mit dem Indianeragenten G. Binning, um über eine mögliche Absetzung von Isaacs Nachfolger, Chief Charlie Isaac zu beraten. Doch trug man dem Häuptling, der offenbar zu häufig abwesend war, das Amt erneut an. Im Januar 1936 wurde er jedoch abgesetzt und durch Chief John Jonas ersetzt. Charlie Isaac diente von 1939 bis 1945 auf verschiedenen Kriegsschauplätzen in der kanadischen Armee und war in Vancouver und in Victoria stationiert. Er starb am 25. Februar 1975. Sieben Jahre zuvor war sein Bruder Fred verstorben. Seine beiden Schwestern Princess Patricia, die früh erblindete, und Angela lebten bis 1991 und 1993. Sie waren wichtige Quellen der mündlichen Überlieferung.
James oder Jimmie Wood, ein Absolvent der Choutla School in Carcross, übernahm das Häuptlingsamt um 1940. Er wurde ein anglikanischer Katechist, Hilfslehrer in Moosehide und diente während des Krieges in einer lokalen Patrouille; danach unterstützte er ein Hausbauprogramm. Nach zehn Jahren der Krankheit starb der Häuptling 1956 an Tuberkulose. Zweiter Häuptling war Happy Jack Lesky.
Dem Häuptling folgte abermals Chief Jonas, doch war er bereits 78 Jahre alt. Er war der letzte der so genannten „Moosehide Chiefs“. 1961 lebten nur noch sieben Familien in Moosehide, davon vier Han-, zwei Peel-River-Gwich'in und eine gemischter Herkunft.

### Eagle, die Han in Alaska
Ähnlich tiefgreifend waren die Veränderungen bei den Verwandten in Alaska. Im Mai 1898 erwarben 28 Amerikaner einen Trakt am Mission Creek. Binnen weniger Monate stieg die Zahl der Bewohner auf 1.700, über 500 Blockhütten entstanden. 1899 entstand Fort Egbert zur Überwachung des Gebiets und der Grenze. Nur aus mündlichen Quellen geht hervor, dass die Armee den Han nicht mehr erlaubte, in ihrem Gebiet zu leben. Demnach überredete Chief Philip, dessen Haus voller Decken der Hudson’s Bay Company und voll der begehrten Perlen war, seinen Stamm, drei Meilen weiter zu ziehen, dorthin wo seine Hütte stand. Ihre Begräbnisstätten ließen sie zurück.

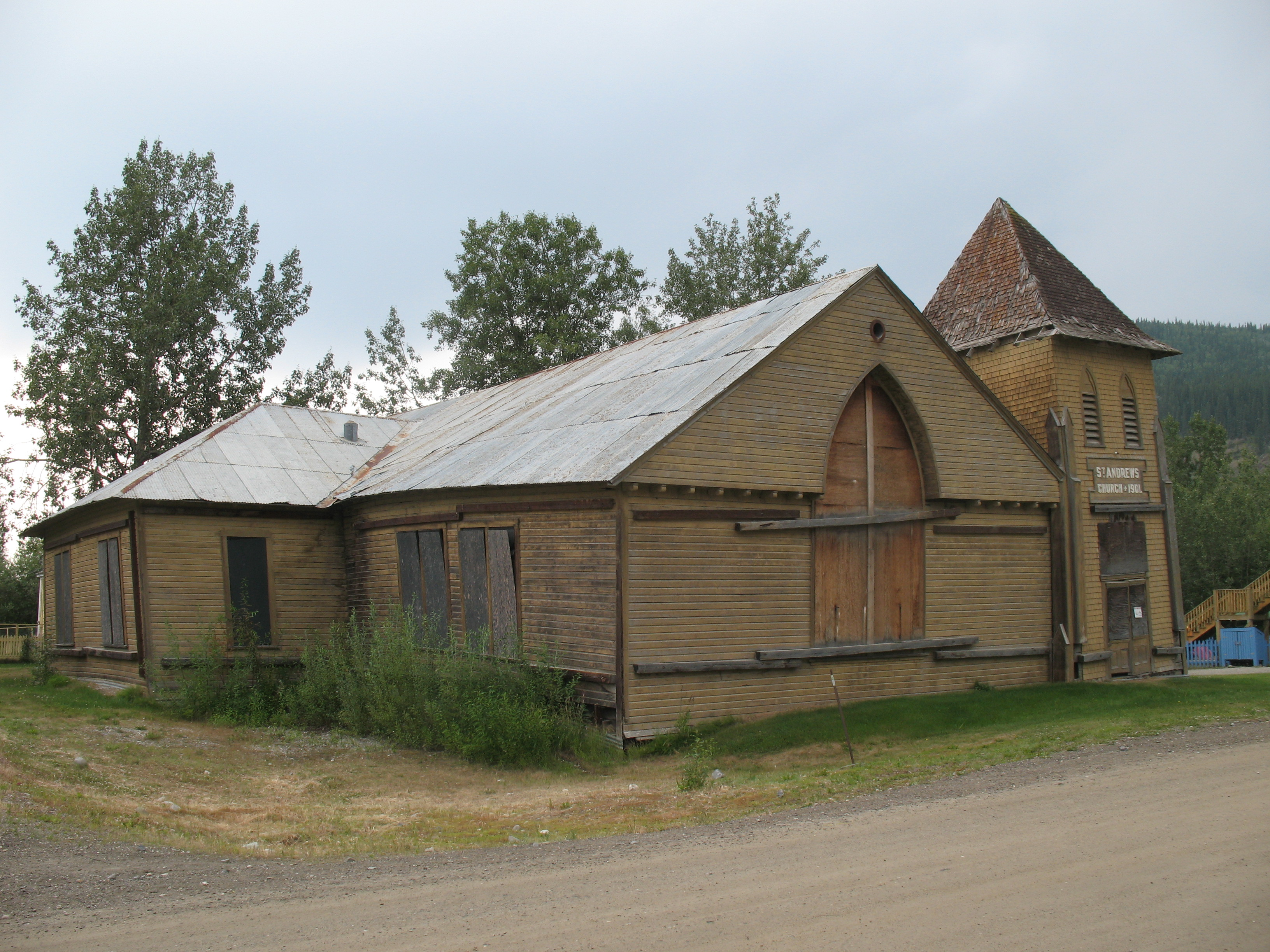
St. Andrews, Presbyterianerkirche in Dawson, Hans-Jürgen Hübner, 2009

Im Sommer 1898 hatte der erste episkopalistische Bischof von Alaska Peter Trimble Rowe bereits einen Platz für eine Kirche vorgesehen, doch im nächsten Jahr war Eagle City von der Armee besetzt. Auch waren dort Katholiken und Presbyterianer aktiv, so dass er beschloss, seine Aktivitäten auf Eagle Village zu konzentrieren, wohin die Han gegangen waren. 1905 bis 1906 entstand die St. Paul’s Mission, 1925 wurde der Indianer Walter Benjamin zum Laienprediger ernannt. Er unterstützte zudem bis 1946 den örtlichen Missionar. George Burgess, der von 1909 bis 1920 im Dorf als Missionar lebte, versuchte, ähnlich wie in Moosehide, den Einfluss der Weißen, vor allem der Soldaten aus Fort Egbert, fernzuhalten. So beendete er die Tanzveranstaltungen. Jeder Mann ab 12 Jahren musste einer Temperenzler-Gesellschaft angehören – gegen eine Aufnahmegebühr von einem Dollar und 25 Cent pro Monat Mitgliedsbeitrag, und gegen das Versprechen, ein Jahr keinen Alkohol anzurühren. Im Gegensatz zu Moosehide bzw. Dawson konnten die Han keinen Alkohol in Eagle City erwerben.
Bereits 1902 entstand eine Tagesschule für die Han-Kinder in Eagle City, 1905 eröffnete die Episcopal Church eine Tagesschule in Eagle Village. Die Lehrerin setzte mit dem Stock den ausschließlichen Gebrauch der englischen Sprache durch. Zugleich war der Gesundheitszustand schlecht, Tuberkulose, Lungen- und Verdauungskrankheiten waren weit verbreitet. „Es gab keine Medizin“, wie sich später einer der Älteren erinnerte. Wie viele Kinder an diesen Krankheiten starben, ist nicht ermittelt worden, das nächste Krankenhaus war in Fort Youcon bzw. in Dawson.

### Vordringen der Geldwirtschaft

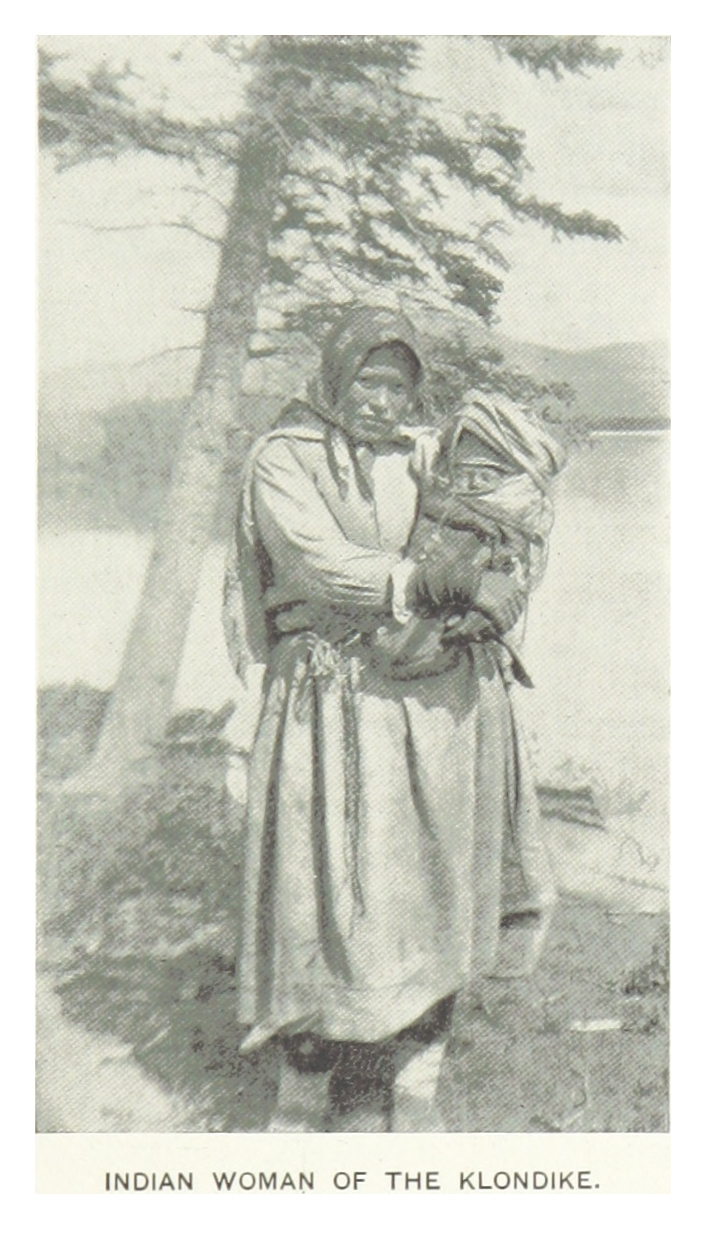
„Indianerfrau vom Klondike“, 1899

Die Geldwirtschaft erreichte das Gebiet um Dawson und entlang der Anreisewege fast schlagartig, doch löste sie den Tauschhandel und den auf dem Austausch von Gaben basierenden Gütertausch nur unter Widerständen ab. Die Indianer versorgten Forty Mile ab 1886 mit Nahrungsmitteln und Pelzen. Sie erhielten dafür Glasperlen, Metallgeräte und Alkohol, offenbar seltener Geld.
Die Chilkoot, die lange vor dem Goldrausch einen der Pässe kontrollierten, verdienten als Erste Geld. Sie arbeiteten als Träger. Die Männer trugen bis zu 200 Pfund, auch Frauen und Halbwüchsige beteiligten sich, und schleppten bis zu 75 Pfund. Doch die Indianer horteten den Lohn, den sie in Form von Gold- und Silbermünzen erhielten, so dass ständig zu wenig Geld in Umlauf war. Dabei verdienten auch die Frauen gut, denn sie verkauften zusätzlich Hüte, Handschuhe und Mukluks. Doch je mehr Männer ohne Claims sich im Yukon sammelten, desto niedriger wurden die Löhne.
Im Frühjahr 1894 wurden Inspector Constantine und Sergeant Brown von der Regierung in den Yukon geschickt, um für die Eintreibung von Gebühren und Abgaben zu sorgen. Zu dieser Zeit und auch während des eigentlichen Klondike-Goldrauschs zirkulierte Geld vor allem zwischen den Händlern und den Goldsuchern. Je mehr Goldsucher wieder ohne Erfolg abzogen, desto mehr fielen die Preise der liegen gebliebenen Ausrüstungen. Viele verdingten sich als Lohngräber oder boten den Claim-Inhabern andere Dienstleistungen an.
Joseph Ladue errichtete im August 1896 am Zusammenfluss von Klondike und Yukon eine Sägemühle, dazu ein Warenhaus und einen Saloon. Von 1898 bis 1899 entwickelte sich eine erste Gewerbestruktur in Dawson. Am Yukon erstreckte sich der Handelsbezirk mit Läden und Lagern. Von deren Waren hingen alle Bewohner vollständig ab, insbesondere während der sechs Monate, in denen die Stadt nicht per Schiff erreicht werden konnte, und damit weder Waren noch Geld aus- und einströmten.
Wer keinen Claim bekam oder aus sonstigen Gründen nicht nach Gold suchte, wurde Cheechako genannt. Einige von ihnen schufen einen Luxusmarkt, etwa für aufwändige Hausfassaden, aber auch für Musikinstrumente, teure Stoffe oder Schmuck.

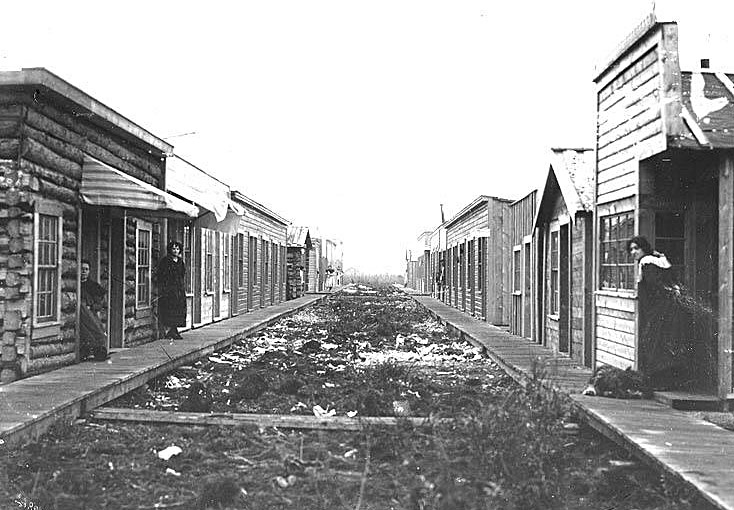
Prostituierte in Lousetown, 1899

Mit dem Nachzug von Frauen und Familien verminderte sich der anfangs sehr hohe Bedarf an Wäschereien, ähnliches galt für die Prostitution. Im Mai 1899 mussten die Frauen jedoch den Kernbezirk verlassen, und sie erhielten einen abgelegeneren Bezirk zwischen der Fourth und der Fifth Avenue. 1901 wurden sie noch weiter abgedrängt und mussten nach Klondike City, auch Lousetown (Läusestadt) genannt, umziehen, dort wo bis 1896 die Tr’ondek Hwech’in gewohnt hatten.

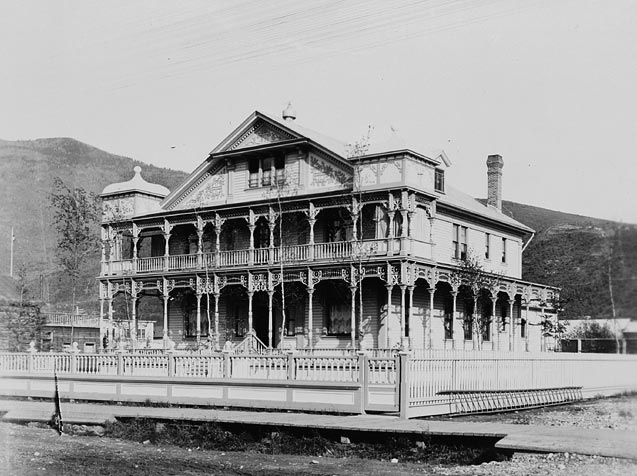
Residenz des Commissioners

Doch der Boom war kurzlebig und endete spätestens 1906 mit dem Abriss der Residenz des Commissioners. Die Regierung sah keine große Zukunft mehr für Dawson.
Die Tr’ondek Hwech’in, die sowohl an der Phase der Konkurrenz zwischen Tlingit und Hudson’s Bay Company im Pelzhandel, als auch an der kurzlebigen Phase des von Amerikanern dominierten Freihandels partizipiert hatten, konnten zunächst – zumindest einige von ihnen – als Träger, Schlittenhundeführer, Jäger, Fischer oder Packer Geld verdienen. Jedoch saßen sie in der frühen Phase zwischen den Monopolgebieten am Mackenzie, um Fort Youcon und dem der Chilkat im Südwesten.
Nun brach der Goldrausch mitten in ihrem Gebiet herein. Dabei fanden sie saisonale Arbeit an verschiedenen Orten, was ihrer bisherigen Lebensweise sehr entgegenkam. Die neuen Waren und Produkte erforderten allerdings, verstärkt durch steigende Preise, einen höheren Anteil der durch Geld honorierten Arbeit und einen niedrigeren Anteil der reinen Subsistenzarbeit. Solange nicht Massen an konkurrierenden Arbeitskräften eintrafen, fanden die Tr’ondek einen Zugang zum kapitalistischen Arbeitsmarkt. Die Gier nach Gold, aber vor allem Massen an Zuwanderern zerstörten dieses Gleichgewicht. Waren 1896 noch vier von fünf Bewohnern des Yukon Indianer gewesen, so war es 1901 nur noch einer von neun. Dabei kostete der Ausbau der Verkehrswege, vor allem der Eisenbahnbau, die Indianer viele Arbeitsplätze als Träger. Außerdem erhöhte die Anordnung der Regierung, jeder Prospektor müsse seine Ausrüstung selbst mitbringen zwar den Anteil an Lohnarbeit für das Tragen, reduzierte aber die Lebensmittelversorgung gegen Provision. Zudem gingen viele der Prospektoren, die die Goldsuche aufgegeben hatten, nun selbst auf die Jagd und machten den Indianern auf dem Provisionsmarkt Konkurrenz. Hunde waren begehrt, und so zogen manche nordwärts und erwarben Schlittenhunde, die sie in Dawson teurer verkauften. Die zahlreichen Dampfer boten einfache Arbeiten, aber auch die Holzproduktion, einige, wie die Dawson Boys, zugewanderte Gwich'in aus dem Norden, arbeiteten auf Dampfern, etwa als Lotsen oder Handlanger, aber auch als Schreiner, Bootsmechaniker oder lizenzierte Händler, Frauen arbeiteten in Wäschereien oder als Köchinnen in den Camps. Meist zogen die Männer während des Sommers, ähnlich wie früher zur Jagd, an die neuen Einkunftsstätten und nahmen danach ihre zyklischen Wanderungen und ihren winterlichen Lebensstil wieder auf, so dass eine gemischte Ökonomie auf der Grundlage der alten Ökonomie entstand.
Frauen belieferten den entstehenden Markt mit Kleidung, aber auch Schlitten und Schneeschuhe wurden nachgefragt. Zwar besuchten einige Indianerinnen die Häuser der Goldsucher in Forty Mile, und auch in Dawson kam dies vor, doch die weiße Konkurrenz war auch auf dem Sektor der Prostitution übermächtig. Dies stand in Gegensatz zu den Erfahrungen an anderen Orten, an denen Goldsucher sich zusammengefunden hatten.
Bischof Bompas setzte durch, dass Wohlfahrtsleistungen an minderbemittelte Indianer ausgegeben wurden, wovon jedoch nur Gruppen am Bennett-Dawson-Korridor entlang der Polizeistationen profitierten.
Je stärker jedoch die Industrialisierung der Goldgewinnung zunahm, desto kleiner wurde der Markt für nicht ausgebildete Arbeitskräfte, ein Markt, der zunehmend bessere Ausbildung verlangte. Diese fehlte den Indianern jedoch, und es bestand kaum Zugang zu technischer Ausbildung. Hinzu kam das Fortdauern vorindustrieller Mentalität und Lebensweise.
Der Klondike-Goldrausch trennte die Ökonomie in zwei Sphären, in die der Gewinnung, Verarbeitung und des Abtransports von Rohstoffen und in die von Jagd, Fallenstellerei, Fischfang und Sammeln. Die Überschneidungen in diesen Bereichen hatten sich, nachdem sie anfänglich sehr stark gewesen waren, wieder stark reduziert.

## Ökonomisches Abseits, Weltwirtschaftskrise, Alaska Highway (etwa 1905 bis 1960)
Die Tr’ondek standen nach 1905 weitgehend abseits der regionalen ökonomischen Entwicklung. Diese wurde von großen Rohstoffunternehmen dominiert, die die Kultfigur des Goldsuchers nicht mehr brauchten. Die drei wichtigsten fanden sich 1929 in der Yukon Consolidated Gold Corporation zusammen. Eine rapide fallende Zahl von Prospektoren durchsuchte das Territorium, doch große Funde wurden selten. Stattdessen eröffneten Kupferminen bei Whitehorse, Silberminen bei Mayo und Keno. Manche Indianer, wie Sam Smith und Big Lake Jim betätigten sich als Prospektoren und wurden bei Little Atlin fündig. Die wachsende Schiffsflotte auf den Flüssen, die vor allem dem Transport von Rohstoffen diente, bot die Möglichkeit, entlang der Flüsse Brennholz zu verkaufen. Um Dawson bot auch nach wie vor die Jagd Einkommensmöglichkeiten. 1904 brauchte die Stadt etwa 2.300 Karibus und 600 Elche bei allerdings nur noch 9.000 Einwohnern.
Wie in vielen Branchen, so wurden Indianer auch im Yukon durch Gesetzesänderungen, auf die sie wenig Einfluss hatten, verdrängt. 1923 verdrängte sie ein solches Gesetz aus einer kleinen Branche, der der Jagdführer, die vor allem im Süden und Osten von Bedeutung war. Indianer durften nur noch als Hilfsführer und Lagerhelfer arbeiten, nicht mehr als chief guides. Allerdings gab es 1941 erst drei chief guides, und erst in den 1950er Jahren wuchs dieser Bereich deutlich an.
Die ältere Branche der Pelzindustrie erlebte im Yukon, im Gegensatz zu Kanada insgesamt, eine gewisse Wiederbelebung. Bestanden 1921 nur 27 Handelsposten von 18 verschiedenen Unternehmen oder Personen, so waren es 1930, auf dem Höhepunkt, 46 Posten von 30 Unternehmern, davon gehörten allein 11 Taylor und Drury. Dabei schwankte der Marktwert zwischen 23.000 (1933) und über 600.000 Dollar (1944–1946) als Jahresertrag extrem stark. Viele Jäger verschuldeten sich übermäßig. Die Regierung des Territoriums versuchte 1923 bis 1929 durch eine Gebühr von 100 Dollar Nicht-Yukoner von der Jagd auszuschließen, doch im Norden wurden damit die außerhalb des Yukon lebenden Gwich'in behindert, wobei die Vuntut Gwitchin wiederum davon profitierten, die die einzige Gruppe der Gwich'in im Yukon waren.
Die Weltwirtschaftskrise traf die Tr’ondek dadurch, dass die wenigen Arbeitsplätze auf den Schaufelraddampfern, die den Yukon und seine Nebenflüsse befuhren, nun durch Weiße besetzt wurden. Zudem trieb die massenhafte Arbeitslosigkeit viele von ihnen in die Jagd, so dass sie den Indianern noch mehr Konkurrenz machten, und zugleich der Pelzmarkt einbrach. In den 1940er Jahren gingen die Wildbestände so stark zurück, dass die Jagd um Dawson verboten wurde. Ähnlich wie im Schiffsverkehr sah es auf den Docks und in der Holzindustrie aus. Darüber hinaus schlossen die letzten Goldminen, viele Weiße verließen das Territorium. Nur noch rund 2.700 Nicht-Indianer lebten im Territorium.
Viele Tr’ondek meldeten sich zur Armee, so auch zwölf Männer aus Eagle Village. Andere gingen in den südlichen Yukon, um ab 1942 beim Bau des Alaska Highway mitzuarbeiten, den die USA in Erwartung einer japanischen Invasion bauten. Mehr als 30.000 Arbeiter, meist aus den USA, waren dort beschäftigt. Auch das Canol-Pipelineprojekt bot zahlreiche neue Stellen. 1942 entstand sogar ein Mangel an Arbeitskräften in den Minen, da viele zum Straßenbau gingen. Die Minenunternehmen engagierten daher Indianer, mussten aber feststellen, dass diese im Herbst ihre Arbeitsplätze verließen, um zur gewohnten und lebensnotwendigen Jagd zu gehen. Außerdem fürchteten sie, sich mit den aus dem Süden eingeschleppten Krankheiten zu infizieren, Epidemien, die nach wie vor ganze Orte auslöschten, wie etwa Champagne am Alaska Highway, das heute fast eine Geisterstadt ist.
1947 und 1948 brach der Pelzmarkt in den USA und damit bei den westlichen Han zusammen, das Gleiche galt für die kanadischen Märkte. Erst 1950 wurden in Yukon die so genannten trap lines, die in British Columbia bereits 1926 eingeführt worden waren, verteilt. Sie sollten bestimmte Gebiete nur noch für die Jagd entsprechender Stämme reservieren, um weiße Konkurrenz fernzuhalten. Doch das Gegenteil geschah. Gebühren, vor allem aber die Vererbung der Anrechte über die männliche Linie, statt wie traditionell über die weibliche, führten zu Streitigkeiten und letztlich zu einem Vordringen nichtindianischer Pelztierjagd.
Dies machte die Indianer wiederum von der kanadischen Wohlfahrt abhängig, die während des Krieges stark gefördert worden war und die ab etwa 1955 auch die Indianer des Yukon erreichte. Unterbeschäftigung und Abhängigkeit schufen ein zunehmendes Alkoholproblem. Ähnlich wie im Yukon verstärkte der Straßenbau, hier des 1953 bis 1955 entstandenen Taylor Highway, die Zufuhr auch in Eagle. 1964 beschloss Eagle Village per Abstimmung die Abschaffung des Verkaufs, ein Beschluss, der bis heute gültig ist. Die Bevölkerung ging dennoch weiter zurück. Hatte der Ort 1966 noch 64 Einwohner, so waren es 1997 nur noch 24, im Jahr 2000 wieder 30 bzw. 68 als Census-designated place.
1957 schloss die Schule in Moosehide, was auch die letzten Bewohner veranlasste, nach Dawson zu gehen. Reverend Martin verließ als letzter dauerhafter Bewohner 1962 Moosehide. In Dawson besaßen die Tr’ondek jedoch keinerlei Schutz durch ein Reservat, sondern siedelten sich familienweise an. Die Stadt war indes so stark geschrumpft, dass nur geringe Polizeikräfte verblieben. Waren 1904 noch 96 Männer der North West Mounted Police in Dawson, so waren es 1910 nur noch 33, 1925 nur noch 15, 1945 gar 3. Die Regierung unterstützte den Hausbau, schuf aber durch die nahe beieinander stehenden Häuser ein eigenes indianisches Quartier in der Stadt.

## Segregation, Vernachlässigung (etwa 1905 bis 1942)
Insgesamt erreichte die anglikanische Kirche zusammen mit der Polizeitruppe eine Phase relativ stabiler Segregation ab etwa 1905, die bis 1942 andauerte. Sie war ohne die Entwicklung stereotyper Bilder des Indianers und der Vorstellungen von „Wildheit“ und allgemein Minderwertigkeit in der weißen Gesellschaft des Korridors zwischen Dawson, Mayo und Whitehorse jedoch nicht vorstellbar. So wehrte man sich in Dawson 1925 heftig gegen eine Schule für Kinder aus gemischten Beziehungen. Andererseits verlor jede indianische Frau, die einen Weißen heiratete, ihren Status als Indianerin (vgl. Indian Act). Dabei stieg der Altersunterschied zwischen den Ehepartnern erheblich. Hatte er von 1900 bis 1925 noch bei 4 Jahren gelegen, so stieg er 1925 bis 1950 auf rund 12 Jahre, die weißen Männer, die Indianerinnen heirateten, waren sogar 16 Jahre älter.
Dabei verfügte man über kein legales Mittel, um Indianer aus den Städten fernzuhalten, wie 1913 der Indianeragent von Whitehorse mit Bedauern feststellte, außer dem „bluff“. Sie mussten Dawson im Sommer ab 19 Uhr, im Winter ab 17 Uhr verlassen. Strafen durften gegen die Leute aus Moosehide verhängt werden, wenn sie die Sperrstunde verletzten, wenn sie tranken oder einfach, wenn sie zu freundlich zu weißen Bewohnern waren. Ab 1929 mussten Indianer Dawson um 20 Uhr verlassen, 1933 brauchten sie zum Aufenthalt in der Stadt eine Sondererlaubnis. Diese erhielten sie üblicherweise, wenn sie einen Arbeitsvertrag vorwiesen. Ob, wie in Mayo 1947, eine laute Glocke die Sperrstunde verkündete, ist unklar. Einen Sonderfall stellten die Frauen von Missionaren dar, die in der Stadt bleiben durften, denn der langjährige Missionar Toddy war mit einer Indianerin verheiratet, die ihn wegen eines Ohrenleidens pflegen sollte.
Neben den eigentlichen Missionsschulen und den in ganz Kanada für die Ureinwohner eingerichteten Schulen besuchten bis 1949 nur Kinder in Teslin eine integrierte Schule. Dabei kam der Widerstand gegen die Aufnahme indianischer Schüler inzwischen weder aus der Verwaltung noch aus der Lehrerschaft, sondern aus den Kreisen der Eltern.
Ende der 1940er Jahre zogen viele Moosehider nach Dawson, doch überredete der zuständige Indianeragent sie zurückzukehren, da er Ausbrüche von Tuberkulose fürchtete. Die völlige Vernachlässigung medizinischer Versorgung, die Segregation und die Armut hatten in der Tat dazu geführt, dass die Tuberkulose sich ausbreitete. Schon 1907 war es zudem bei einer Diphtheriewelle zu 7 Toten in Moosehide gekommen. Diese Krankheiten traten immer wieder auf, und so rechnete man bis 1941 mit 18 bis 37 (registrierten) Sterbefällen pro Jahr im Yukon. 1942 schnellte diese Zahl auf 64 in die Höhe, als der Alaska Highway ausgebaut wurde.
Die medizinische Versorgung der Indianer wurde zwar von den wenigen Hospitälern übernommen, doch wurden sie, wie in Mayo, in einem Zelt hinter dem Gebäude versorgt. Das von der Treadgold Mining Company gegründete Institut verweigerte ihre Aufnahme. In Dawson weigerten sich weiße Mütter, den Raum mit Indianerinnen zu teilen. Die medizinische Versorgung basierte auf einem Entlohnungssystem der Ärzte, bei dem das Department of Indian Affairs einsprang, wenn die Patienten nicht zahlungsfähig waren. Dazu stellte es vier Ärzte, die 1914 auf der Basis eines festen Honorars durch zwei Ärzte in Dawson und Whitehorse ersetzt wurden. J. O. Lachapelle erhielt, wie sein Kollege in Whitehorse, 1.200 Dollar im Jahr, statt, wie bisher, zwei Dollar pro Patient.
Bei der umfassenden Segregation und Vernachlässigung stagnierte die Zahl der Indianer im Yukon bei hohem Krankheitsstand und hoher Kindersterblichkeit von 1911 bis 1951 bei rund 1.300 bis 1.600. 1901 hatte ihre Zahl noch bei 3.322 gelegen, 1961 waren es erst wieder 2.207, 1971 2.580.
Zugleich wurde ihre Lebensgrundlage durch Überjagung der Karibuherden verstärkt bedroht. So umfasste die Forty Mile Herd 1920 rund 568.000 Tiere, doch bereits 1953 existierten nur noch 50.000 Tiere. Bis 1973 schrumpfte die Herde durch weitere Überjagung auf 6.500 Exemplare zusammen. Heute umfasst die Herde wieder 39.000 Tiere; sie soll auf 50 bis 100.000 vergrößert werden. Seit einigen Jahren taucht sie auch wieder bei Dawson auf.

## Landansprüche und Selbstregierung, kulturelle Wiederbelebung (seit etwa 1950)
In den 1950er Jahren begannen die Tr’ondëk das verlassene Tr'ochëk wieder zu besiedeln, nachdem Dawson stark entvölkert war, so stark, dass die Hauptstadt Yukons nach Whitehorse verlegt wurde. Wenige Jahre zuvor hatten sich Familien aus Fort Selkirk dort angesiedelt. Die Familien der Johnsons, der Blanchards, der Baums, der Isaacs zogen Anfang der 1950er Jahre wieder nach Tr'ochëk, wo sie teils traditionell, teils von Lohnarbeit außerhalb des Dorfs lebten. In den 1960er Jahren war Fred Isaac einer der wenigen, die noch in Moosehide wohnten.

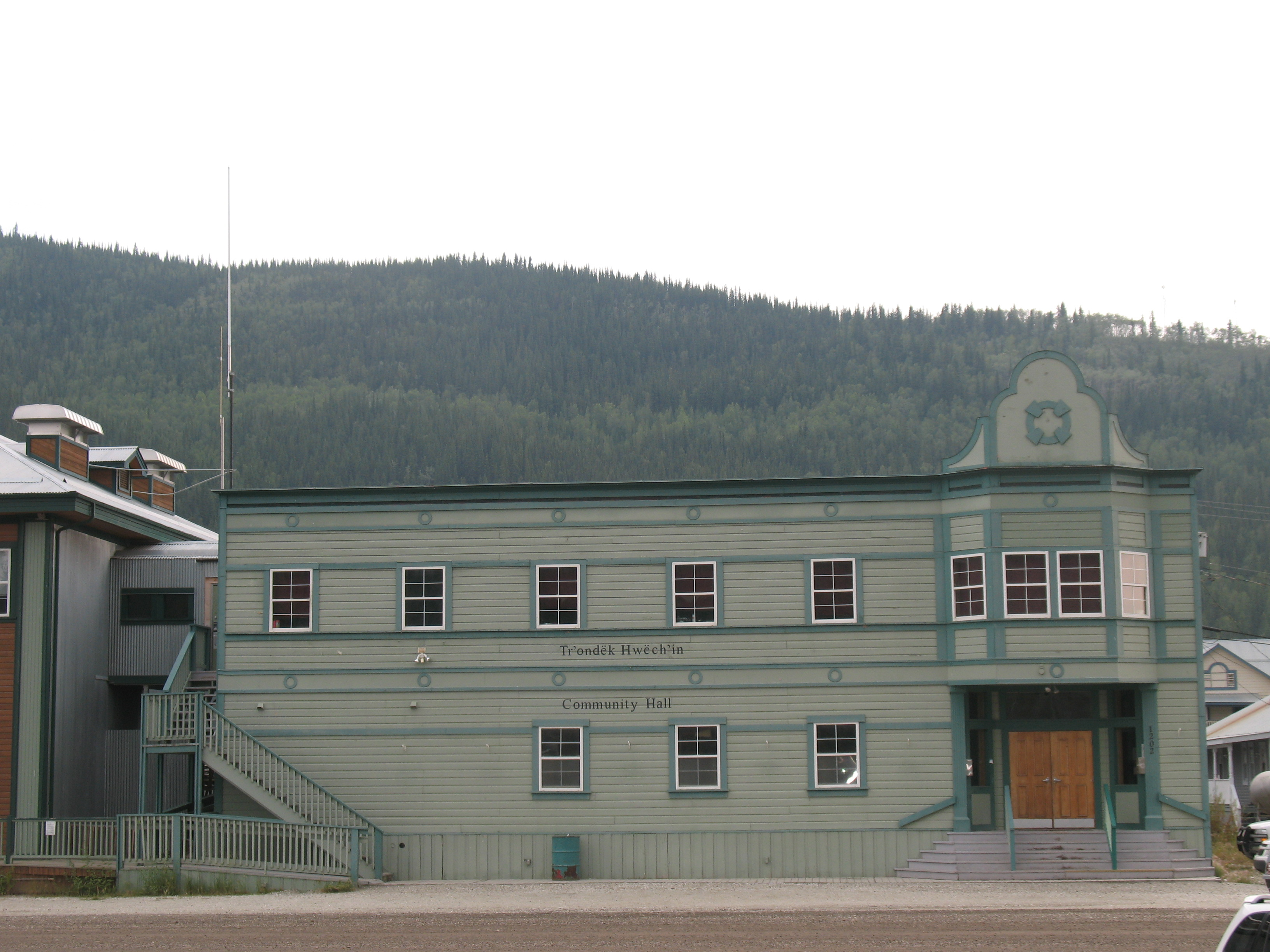
Die Community Hall in Dawson

Erst 1960 erhielten die Indianer Kanadas das Wahlrecht, 1961 nahmen die Yukoner Indianer erstmals an einer Wahl im Territorium teil. 1969 wurde Percy Henry zum Häuptling gewählt (bis 1984).
In den 1970er Jahren entwickelten die wenigen noch lebenden Han-Sprecher zusammen mit Linguisten wie John Ritter eine Schrift, die ihre Sprache möglichst genau wiedergeben konnte. Damit erhielt der geplante Sprachunterricht eine wichtige Stütze. Zudem wurden Erinnerungsbräuche wie das Moosehide Gathering, eine aus weitem Umkreis beschickte Versammlung, die alle zwei Jahre stattfindet, initiiert, und alte, wie die Erste Jagd, wiederbelebt.
Im Dezember 1973 wurde Premierminister Pierre Trudeau das Manifest der Landforderungen Together today, for our children tomorrow überreicht. 1975 sprachen sich die Älteren des Stammes dafür aus, Tr’ochëk als integralen Bestandteil ihrer Landforderungen zu betrachten, doch 1977 setzten sich dort Goldsucher fest. Noch 1991 wurden diese Tätigkeiten illegal fortgesetzt, wobei dortige Artefakte zerstört wurden. Audrey McLaughlin, Angehörige des Yukoner Parlaments, forderte die Regierung auf, diese Tätigkeiten sofort zu untersagen.
Auf Percy Henry folgte 1984 erstmals eine Frau als Chief, Peggy Kormendy. Ein Jahr zuvor war in Eagle bereits Joanne Beck zum Häuptling gewählt worden. Der Stamm nahm 1991 Verhandlungen mit dem Territorium um seine Landansprüche auf, 1992 bezog die Regierung Tr’ochëk in die Verhandlungen ein. 1993 unterzeichneten vier Stämme ein Agreement in principle, doch die Verhandlungen der Tr’ondek stagnierten. Im Juli 1995 beschloss der Stamm, seinen Namen von Dawson First Nation offiziell in Tr’ondëk Hwëch’in First Nation zu ändern. 1997 kaufte die Regierung Kanadas alle Claims im Bereich von Tr’ochëk für eine Million Dollar auf, und es kam zu einem Abkommensentwurf.
Am 30. August 1996 brannte das nach Chief Isaac benannte Stammesbüro an der Front Street ab.

### Der Vertrag von 1998
Am 16. Juli 1998 kam es, mit 72 % Zustimmung, beim Moosehide Gathering zum Vertragsabschluss. Der Vertrag trat am 15. September in Kraft. Er umfasst 531 Seiten, hinzu kommt ein Anhang B mit zahlreichen Karten. Der Stamm erhielt 2598,52 km² Siedlungsland, dazu 1553,99 km² Land der Kategorie A, wo ausschließliche Jagdrechte, aber auch Anspruch auf die Landoberfläche und die darunter liegende Schicht besteht, dazu 1044,52 km² Land der Kategorie B, wo die Tr’ondek nur Anspruch auf die Bodenoberfläche (also nicht auf Bodenschätze), dazu gemeinsames Jagdrecht mit anderen besitzen. Im gesamten traditionellen Gebiet behalten Stammesangehörige ihr Jagdrecht. Bei Entwicklungsprojekten, z. B. der Gewinnung von Bodenschätzen, wird der Stamm beteiligt, auch in Form von Arbeitsplätzen.
Dazu erhält der Stamm 48 Millionen Dollar, von denen allerdings 17 aus verschiedenen Gründen zurückgezahlt werden müssen. Dazu kommt der Zugang und eine 50-prozentige Repräsentation in allen zuständigen Gremien inklusive der dazugehörigen Einnahmen und Honorare, meist vertreten durch den Council for Yukon First Nations.
Schließlich sollte für alle Zeit der Tombstone Territorial Park unter Schutz stehen, die Tr’ondek auch hier hälftig beteiligt sein. So entstand ein Schutzgebiet von 2.100 km² zu dem ein Teil der Mackenzie Mountains Ecoregion, die Ogilvie Mountains und die Blackstone Uplands gehören.
Des Weiteren wurden drei historische Stätten (Historic Sites) eingerichtet: Forty Mile, Fort Cudahy und Fort Constantine. Der Stamm und das Territorium haben gemeinsame Besitzrechte und beschicken den Verwaltungsrat mit je der Hälfte der Mitglieder.
Der Vertrag sieht unter ähnlichen Bedingungen auch vor, eine Caribou Habitat Study Area einzurichten, in der festgestellt werden soll, ob die größte Karibu-Herde Nordamerikas, die beinahe ausgerottet worden war, wiederhergestellt werden kann.
2002 wurde Tr'ochëk als National Historic Site of Canada ausgewiesen. Die Tr'ochëk Heritage Site bietet entsprechende ökonomische Möglichkeiten der Nutzung, vor allem aber der kulturellen Repräsentation. Im zuständigen Gremium stellen die Tr’ondek 60 % der Mitglieder. Parks Canada und YTG Heritage stellen seit 2002, als die Stätte zur nationalen historischen Stätte erhoben wurde, die übrigen Mitglieder. Sie bieten Unterstützung in archäologischen und historischen Fragen und bei der Abfassung einer Geschichte des Ortes. Die örtliche Robert Service School hat eine archäologische Abteilung und bietet Schülern und Studenten archäologische Lehrgänge.
Auch auf die Han in Alaska übte der Vertrag eine starke Wirkung aus, denn jeder, der nachweislich einen Han-Vorfahren hat, kann dem Vertrag beitreten. Einer der Unterhändler, Joe Joseph aus Dawson, reiste bereits ab Sommer 1997 nach Alaska und trug Antragsteller in eine Liste ein. Entsprechend einem US-Gesetz, dem Native American Graves Protection and Repatriation Act (NAGPRA) von 1990 forderte Karma Ulvi aus Eagle Village die Rückgabe von Artefakten, die sich im University of Alaska Museum in Fairbanks befinden. Ähnliche Aufstellungen entstanden in Dawson.

### Verfassung, weitergehende Verträge
Am 22. August 1998 gab sich der Stamm eine Verfassung. Neun der elf Mitglieder-Stämme des Council of Yukon First Nations (CYFN) haben inzwischen Verträge über Landansprüche und Selbstregierung abschließen können. Die meisten staatlichen Aufgaben liegen seitdem in ihrer Hand, wozu vor allem Gesetzgebung, Exekutive und ein eigenes Steuersystem gehören.
1997 ging Tr'ochëk wieder in das Eigentum des Stammes über. Bereits in diesem Jahr begann eine Grabungskampagne, bei der die Jugendlichen des Stammes eine wichtige Rolle spielten und zugleich ihre traditionelle Kultur zu verstehen lernten. Dort entstand ein Lehrpfad und eine Schutzhütte, 2002 wurde die Insel zur nationalen historischen Stätte erhoben, 2011 wurde die entsprechende Beschilderung vorgenommen.
Zusammen mit der First Nation of Nacho Nyak Dun schlossen sie einen Vertrag mit Yukon Energy zur Versorgung Dawsons mit Strom über die 232 km lange Mayo Dawson Power Line.

### Aktuelle Situation

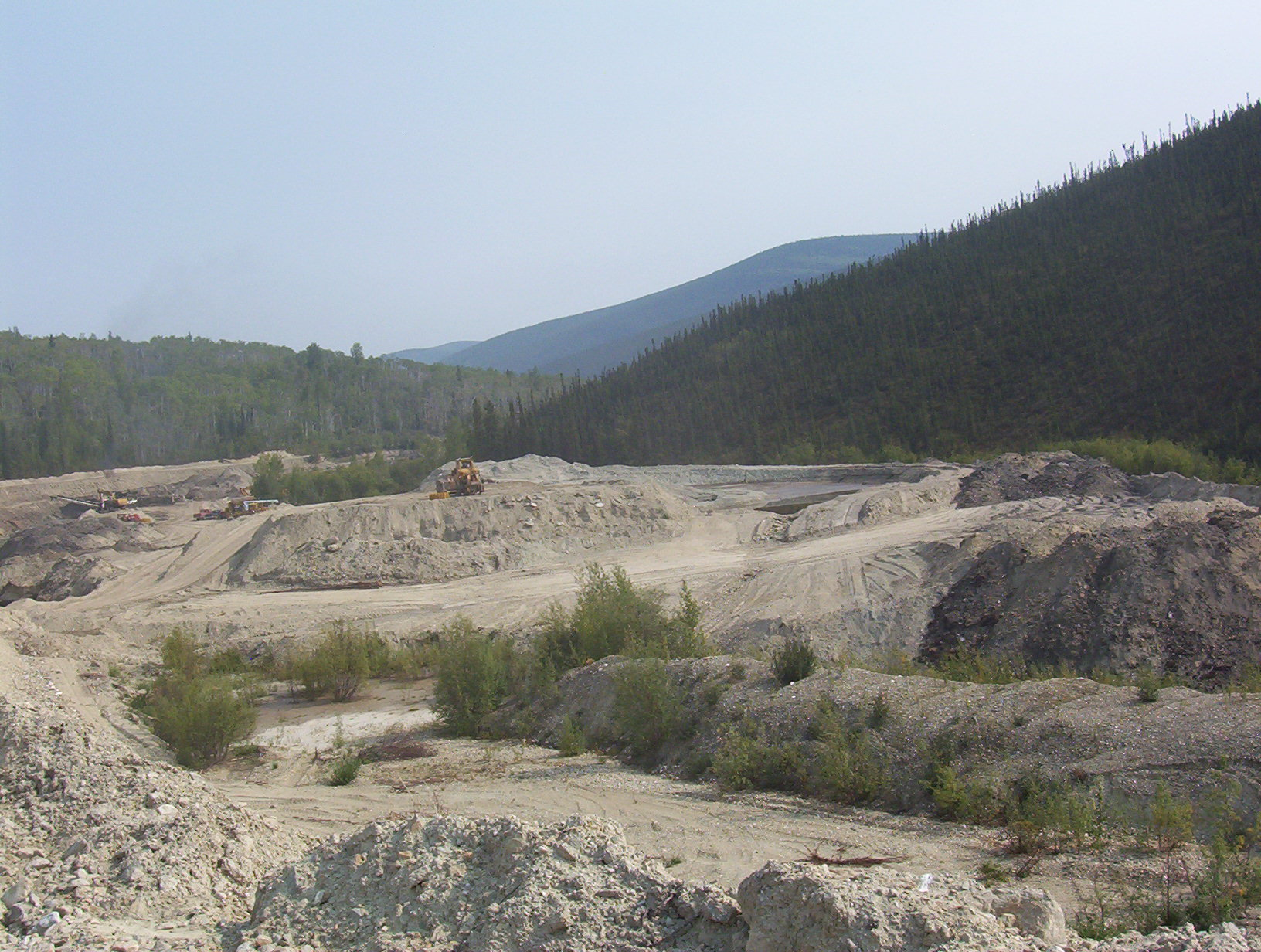
Goldtagebau bei Dawson im frühen 21. Jahrhundert

2002 entstand, bedingt durch Mangel an Bauland, ein neuer Land Claim (C-4) bei Dawson. In dieser neuen, so genannten subdivision entstanden in Zusammenarbeit des Stammes mit der Canada Mortgage and Housing Corporation, einer 1946 gegründeten staatlichen Organisation zur Förderung des Hausbaus, zunächst sechs Häuser, 2003 entstanden weitere sechs. Diese Häuser mussten den schwierigen Bedingungen auf Permafrostboden genügen. Zudem wohnen die Tr’ondek Hwech’in meist in Großfamilien, bei denen die Älteren (Elders) einen integralen Bestandteil bilden. Darüber hinaus sollten die hierzu entwickelten Konzepte des HealthyHousing dafür Sorge tragen, dass Energieeffizienz und gesundes Raumklima berücksichtigt wurden. Um den sich verändernden Familien angepasst werden zu können, wurde zusätzlich das FlexHousing-Konzept entwickelt. Dies betrifft sowohl die Zahl der Zugänge, als auch die Raumaufteilung, aber auch die Möglichkeit, Anbauten zu schaffen, die zentral beheizt und belüftet werden können, sowie Barrierefreiheit. Dabei knüpft man an bekannte Bautechniken und Materialien an, die in der Umgebung verfügbar sind, denn die extrem kurze Bauphase im Sommer erfordert eine besonders strenge Zeitplanung.
Da nach Recherchen und Rückgabeverhandlungen nun ein Teil der Artefakte nach Dawson zurückgekehrt ist, wird die Kultur der Han auch für Touristen zunehmend sichtbar. Neben dem Kulturzentrum versucht man, auch die anderen Orte einzubeziehen. So existiert seit 2001 die River of Culture tour, die von Han Natural Products, einem Ableger von Chief Isaac, betrieben wird. Das Schiff Luk Cho (King Salmon) fährt von Dawson über Tr'ochëk nach Moosehide Island.
2008 wurde Eddie Taylor für drei Jahre zum Häuptling gewählt.
Die bis 2020 für die Indianer Kanadas zuständige, bis 2015 Department of Indian Affairs and Northern Development genannte Einrichtung Indigenous and Northern Affairs Canada, zählte im August 2009 genau 692, im Dezember 2011 genau 716 Menschen zum Stamm. Die vom Stamm selbst geführte Liste umfasste am 5. Mai 2008 hingegen 1.048 Mitglieder, von denen 338 in Dawson lebten, 218 in anderen Orten Yukons, 492 außerhalb, davon 65 außerhalb Kanadas. Im Mai 2020 zählte die staatliche Institution, die aufgelöst und als Crown-Indigenous Relations and Northern Affairs Canada eingerichtet werden soll, 874 Stammesangehörige. Von diesen lebten 683 außerhalb der Reservate, knapp 200 auf Kronland und nur noch drei Männer im Reservat. Bis Juni 2020 hatte die Corona-Pandemie die Indigenen im Yukon noch nicht erreicht.

### Moosehide Gathering, Versammlung zur Erinnerung an die Umsiedlung
Alle zwei Jahre findet das Moosehide Gathering statt, das ein halbes Jahrhundert der Umsiedlung in Erinnerung behalten will. Solche Versammlungen wurden seit langem abgehalten, um die weit verstreuten Gruppen zusammenzubringen. Dort wurden politische Streitigkeiten geschlichtet, geheiratet, man traf sich mit Angehörigen anderer First Nations, etwa um zu handeln, rituelle Feste, wie das Potlatch wurden begangen. Mit der Missionierung traten neben die Feiern anlässlich der Lachswanderungen auch Ostern und Weihnachten als Termine in den Vordergrund. Nach Moosehide kamen dann Leute aus Forty Mile und Eagle, aus Tetlin, aber auch Gwich'in vom Peel und Blackstone River, Nördliche Tutchone und Tanana. Dabei hatten vor allem die Häuptlinge, wie Isaac, Gegenbesuche zu machen, wie bei der Ernennung eines Nachfolgers für einen verstorbenen Häuptling. Im Gegensatz zu British Columbia, wo ab 1885 der Potlatch verboten war, kam es in Yukon zu keinen Verhaftungen, jedoch durch Anwesenheit der Polizei zur Überwachung, durch die Missionare zur Umwandlung in einfache Feierlichkeiten. Erst in den 1970er Jahren kam es zu einer Wiederbelebung der traditionellen Potlatchfeiern. So kam es 1993 zu einem ersten Moosehide Gathering, es folgte ein zweites 1994. Seitdem findet die Feier alle zwei Jahre statt. Hunderte von Besuchern aus Alaska, Yukon und den Nordwest-Territorien besuchen die viertägige Feier. 1998 wurde entsprechend die Annahme des Landnutzungsvertrags gefeiert, dabei wurden Geschenke verteilt, die die Erinnerung wach halten und die Zeugen persönlich verpflichten. Zugleich erhalten die jüngeren Stammesmitglieder Gelegenheit, die Reichweite ihrer Kultur kennen zu lernen, indem sie sie ausüben.

### Rückkehr von Kulturgütern und -wissen aus Alaska
Die Lieder, die Chief Isaac an die in Eagle in Alaska lebenden Verwandten übergeben hatte, sind inzwischen wieder in den Besitz des Stammes zurückgekehrt. Damit wird wieder das Erlernen der Sprache gefördert.

### Kulturzentrum in Dawson (seit 1998)

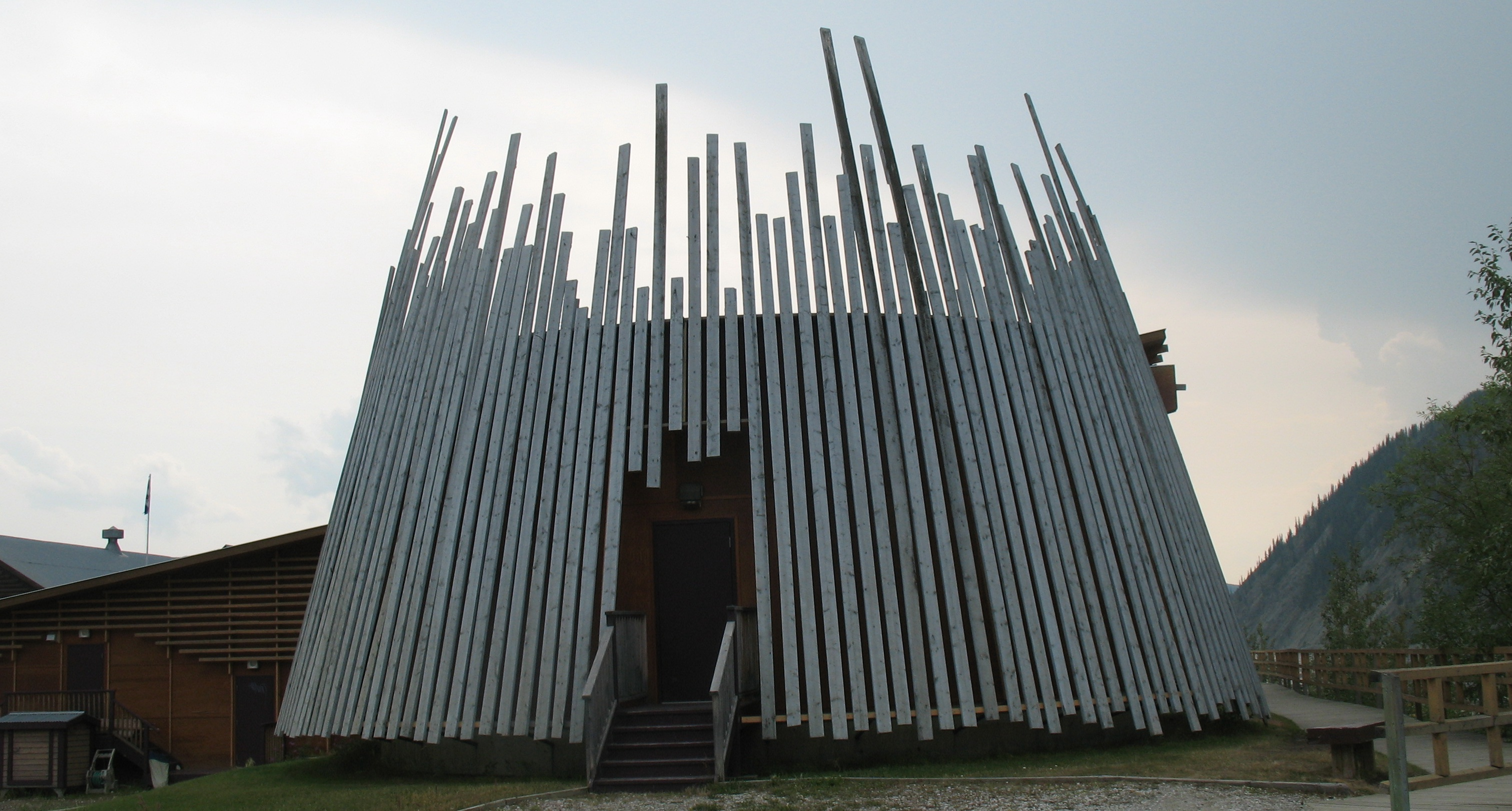
Das Dänojà Zho Cultural Centre (Vor-langer-Zeit-Haus) der Tr’ondek Hwech’in am Yukon

Zudem konnte im Monat der Vertragsunterzeichnung, also im Juli 1998, das Dänojà Zho Cultural Centre (auch Long time ago house) eröffnet werden. Es entstand durch Mittel, die der Stamm anlässlich der 100-Jahr-Feier des Klondike-Goldrauschs erhielt. 1999 erhielt das Zentrum die Lieutenant Governor of British Columbia’s Medal in Architecture für seine Architektur. Das Haus ist das einzige, das in Dawson, das als nationale historische Stätte eigentlich keine neueren Bauten als die der Goldgräberzeit gestattet, moderne Architektur mit Elementen der viel älteren Kultur der Tr’ondek Hwech’in verbindet.

### Black City, Jagdgebiet und Siedlung (bis 1927)
Das Jagdgebiet der Blackstone Uplands teilten sich die Tr’ondek mit zwei Gwich'in-Stämmen, den Tukudh-Gwich'in vom oberen Porcupine River und den Teetl'it-Gwich'in vom oberen Peel River. Die Uplands waren durch den Seela-Pass mit dem Yukon und über den Chandindu mit dem Twelvemile River verbunden. Black City, gelegentlich auch Blackstone Village genannt, war eine der dortigen Siedlungen mit rund 40 bis 50 Einwohnern am Westufer des East Blackstone River, unweit des Dempster Highway. Die Siedlung lag nahe an einem Wanderpfad zweier Karibuherden, die in den Uplands überwinterten. Andere Orte waren Calico Town, Ts'ok giitlin und Cache Creek.
Viele Gwich'in, die Dawson zweimal pro Jahr über einen Pfad durch das Tal des Chandindu auf Hundeschlitten oder Traghunden mit Fleisch versorgten, blieben in Moosehide, manche auch in der Umgebung von Dawson. In Moosehide fanden um Weihnachten entsprechende Empfangsfeierlichkeiten statt, und Familien wurden gegründet, wie die Martins, Henrys und Semples, die in Moosehide blieben.
Manche brachten auch unbekannte Krankheiten, wie die Grippe mit, und eine unbekannte Zahl von ihnen wurde vom Diakon Richard Martin beigesetzt.
Das Ende des 19. Jahrhunderts entstandene Black City war um 1927 jedoch wieder verlassen, seine Bewohner waren nach Moosehide, Old Crow oder Fort McPherson gegangen. Um 1938 erfolgte wohl der letzte Jagd- und Handelszug der Gwich'in durch das Gebiet. Sie kamen vom Hungry Lake, Doll Creek oder den Burning Mountains.
Heute ist das Gebiet von Black City im Rahmen des Tombstone-Parks geschützt, archäologische Projekte dienen der Erforschung, aber auch der stärkeren Anbindung der Jüngeren an die Region. 1989 begannen Grabungen in Black City und im Umland. Das Management der Stätte liegt ausschließlich bei den Tr’ondek Hwech’in, Jagd und Fischfang werden bis heute praktiziert.

### Zerstörung und Wiederaufbau von Eagle (seit 2009)
Im Mai 2009 wurde Eagle von der schwersten überlieferten Überschwemmung getroffen und von umhertreibenden Eisblöcken weitgehend zerstört. Unter den 25 zerstörten Häusern befand sich das Eagle Customs House von 1900. Auch Eagle Village wurde völlig zerstört, dazu gehört als historisches Gebäude die Kirche. Präsident Obama rief den Notstand aus. In Eagle City hielten sich während des Sommers permanent mindestens 60 freiwillige Helfer auf, bis August entstanden 13 neue Häuser. In Eagle Village bauten vor allem der Mennonite Disaster Service, Samaritan’s Purse und das Eagle Rebuilding Construction Team.